# Невський (телесеріал)
«Не́вський» — російський культовий детективно-кримінальний, драматичний телевізійний серіал. Виробництво кінокомпанії «Тріікс Медіа» на замовлення НТВ.

## Сюжет

### Невський (1-й сезон)
Павло Семенов — звичайний опер: міцний, впевнений у собі хлопець. А йому і треба бути впевненим і міцним, тому що він служить в одному з найскладніших районів Санкт-Петербурга. Паші не звикати розтягувати п'яні бійки, виїжджати на «побутовуху», самому заходити в притони наркоманів. Служба у цьому районі змінила Пашу. Думатимеш і міркуватимеш — тебе просто вб'ють. Якось Паша рятує доньку великого підприємця, що потрапила в біду. І той, щоб віддячити Павлу, влаштовує його переведення до УМВС Центрального району, в центрі міста, на Невському проспекті. Це зовсім інший район — вогні реклам, дорогі тачки, круті клуби та не менш круті дівчата. І, звісно, круті бандити. І ось у цей крутий район на Невський потрапляє служити Паша. Колеги намагаються пояснити Семенову, що життя в цьому районі інше, і кримінал тут також живе за своїми правилами. І боротися з ним треба не так, як звик Паша. Але Семенову складно змінитися. Методи Паші не знаходять розуміння у колег та керівництва. Але в той же час колеги та керівництво не можуть не визнати, що методи Паші досить ефективні.

### Невський. Перевірка на міцність (2-й сезон)
Пройшло більше року з того часу, як майор поліції Павло Семенов зумів вирахувати і затримати легендарного кілера на прізвисько Архітектор. Однак це не принесло оперові довгоочікуваної радості. Адже Архітектором виявився його близький друг і колишній партнер по службі в карному розшуку — Кирило Назаров. Переживає Семенов й іншу особисту трагедію: на його дружину Юлю напали озброєні наркомани, а вона застосувала проти них травматичний пістолет. Один із наркоманів загинув, а другий дав свідчення проти самої Юлі. Суд прийняв бік слідства і засудив дівчину до трьох років у колонії загального режиму. Внаслідок цих подій Семенов вирішив залишити службу в правоохоронних органах. По-перше, він розчарований у поліцейській системі. По-друге, він хоче більше часу проводити зі своїм сином. Паша розуміє, що якщо з ним щось трапиться на службі — про його сина не буде кому подбати.

### Невський. Чужий серед чужих (3-й сезон)
Постріл, що пролунав у супермаркеті, розділив життя багатьох людей на «до» та «після». Юля Семенова після кількох років у колонії намагається адаптуватися до життя на волі, але часто стикається з упередженнями та злістю. Олексій Фомін (Фома) призначає на посаду голови своєї служби безпеки людини, особистість якої не залишає байдужими багатьох поліцейських, які сприймають цей вчинок як образу честі мундира. Тим часом конфлікт між Фоміним і полковником Арсеньєвим, який повернувся на службу до УМВС у Центральному районі Петербурга, набирає обертів. Член банди найманих убивць Сергій Семенчук утримується в СІЗО, а слідчі органи намагаються встановити, чи був він останнім «архітектором», чи на волі залишилися його спільники. А у місті з'являється холоднокровний убивця, який на місці вбивства ставить мітку «А», від рук якої першою гине Ніна Молчанова. Веня Лапшин, вийшовши із СІЗО, стає кілером, від нього гине близька Семенову людина — кримінальний авторитет Олексій Фомін на прізвисько Фома.

### Невський. Тінь Архітектора (4-й сезон)
Після трагічної загибелі свого близького друга Фоми Павло Семенов повертається на службу в поліцію і знову обіймає посаду начальника відділу карного розшуку УМВС у Центральному районі. Його безпосереднім начальником стає підполковник Андрій Михайлов, перед яким поставлено завдання навести лад не лише в самому управлінні, а й на вулицях району, де злочинні угруповання не можуть поділити сфери впливу. Водночас полковник поліції у відставці Євген Арсеньєв намагається скинути з посади свого давнього ворога генерала Любімова. А колишня дружина Семенова Юля несподівано стає власницею багатомільйонної спадщини, яку заповів їй Олексій Фомін. Коли в місті відбувається низка загадкових убивств, сищики висувають версію, що професійний вбивця на прізвисько Архітектор, якого всі вважали загиблим, повернувся до міста і особисто ліквідує злочинців, яким вдалося уникнути слідства та суду. На свій жах Андрій Михайлов починає підозрювати, що Семенов може мати до цих убивств безпосереднє відношення. Перед Михайловим постає складний вибір: наплювати на дружбу з Семеновим і дати колегам заарештувати його чи дозволити Павлу й надалі вершити справедливість протизаконними методами.

### Невський. Полювання на Архітектора (5-й сезон)
Майор Павло Семенов продовжує службу в поліції, обіймаючи посаду начальника карного розшуку УМВС у Центральному районі. Після бійки з Семеновим у барі підполковника Андрія Михайлова переводять до одного із «найскладніших» районів Санкт-Петербурга, в якому раніше служив Семенов. Михайлову доведеться не лише працювати у кримінальному районі після фешенебельного Невського. Тут живуть за законами вулиць: нікому не довіряй, хто крутіший, той і правий. Між Семеновим та Михайловим погіршуються стосунки, дружба на межі ворожнечі. Тим часом справи у ФСБ плачевні. З того часу, як було провалено операцію із захоплення Архітектора, і коли в лісі було знайдено труп Семенчука, нових результатів у чекістів не виявилося. Вони, як і раніше, підозрюють Пашу Семенова в тому, що він був Архітектором і був пов'язаний із Семенчуком. Доказів немає, за Семеновим ведеться стеження. Михайлов не розуміє, чи може він довіряти Паші і продовжує інформувати ФСБ про дії Семенова. А Семенов хоче дізнатися, хто старший над Архітекторами. Павла чекає несподіване повернення із минулого, Фома виявився живим, він раніше вижив і з підробленими документами втік. Шубін став Новим Архітектором і почав отримувати замовлення.

### Невський. Розплата за справедливість (6-й сезон)
Після того, як майор Павло Семенов застрелив п'яного хулігана, який погрожував людям іграшковим пістолетом, суд заарештував поліцейського і обрав йому запобіжний захід у вигляді взяття під варту. Тетяна Бєлова змушена звільнитися з поліції. Залишившись без засобів для існування, дівчина вирішує зайнятися розшуком злочинців, які переховуються від правосуддя, за впіймання яких призначено нагороду.
Підполковник Окунько очолює УМВС у Центральному районі Петербурга. Із собою він забирає Андрія Михайлова, який на невдоволення своєї майбутньої дружини Інги Крилової, вирішує продовжити службу в органах. Генерал Арсеньєв входить у затяжний конфлікт із Геннадієм Любимовим. Після загибелі депутата Держдуми Харитонова вони обидва претендують на його місце у нижній палаті Федеральних зборів.
В цей же час, слідчим СК вдається точно встановити, що ліквідований Денисом Сомовим кілер ніколи не був пов'язаний з групою «Архітекторів». Це означає, що небезпечний злочинець, як і раніше, перебуває на волі. Вийти на слід убивці може лише одна людина. Це — майор Павло Семенов, який перебуває у СІЗО. Однак, йому загрожує кілька років позбавлення волі у колонії суворого режиму.

## У ролях
Основні персонажі

| Актор                         | Роль |
| ----------------------------- | --- |
| Антон Васильєв                | Павло Андрійович Семенов, капітан / майор поліції, опер Калінінського УМВС / опер УМВС у Центральному районі / начальник карного розшуку / начальник СБ Фоми / начальник ОУР УМВС у Центральному районі / один з архітекторів (1—7 сезони) Заарештований у 142 серii. У 6 сезонi виправданий та вiдновлений.                                                                                   |
| Андрій Гульнєв                | Андрій Юрійович Михайлов, майор / підполковник поліції; старший опер / начальник ОУР / заступник начальника УМВС у Центральному районі / старший опер карного розшуку главка / заступник начальника УМВС у Центральному районі (1—7 сезони) |
| Дмитро Паламарчук             | Олексій Леонідович Фомін («Фома») (1—3, 5-6 сезони), кримінальний авторитет, спостерігач на Невському, найкращий друг Павла Семенова. Розтрiляний Лапшиним у 82 серii, але вижив. Переховувався за кордоном, потiм повернувся до Санкт- Петербурга. Пicля всiх подiй 5- го сезону поiхав за кордон. У 6 сезонi повертаЭтся до Петербурга i знову стаэ дивитъся за мiстом. ( 1- 3, 5- 7 сезони) |
| Сергій Кошонін                | Геннадій Петрович Любимов, полковник / генерал / колишній генерал поліції, начальник / колишній начальник главку (1-7 сезони) |
| Олександр Саюталін (Мертвий)  | Євген Олександрович Арсеньєв, підполковник / полковник / генерал поліції (1-7 сезони) |
| Марія Капустинська            | Юлія Мартинівна Семенова (до шлюбу Черніцина), дружина / колишня дружина Павла Семенова; продавчиня / директорка продуктового магазину / ув'язнена / директорка продуктового магазину / бізнес-вумен (1-5 сезони) Вбита кiлером у 132 серii |
| Юрій Архангельський           | Сергій Борисович Семенчук, полковник поліції / колишній полковник поліції, лідер гурту «Архітектори». Поранений спецназівцем і добитий на своє прохання Семеновим у 112-й серії (1—4 сезони) |
| Максим Дахненко               | Сергій Кравцов; майор УСБ. Убитий патрульними у 29-й серії (1 сезон) |
| Олександр Кудренко            | Кирило Назаров; капітан поліції / колишній капітан поліції / охоронець магазину / найманий вбивця "Архітектор". Убитий Кравцовим у 29-й серії (1 сезон) |
| Роман Агєєв                   | Борис Миколайович Пастухов; майор / підполковник юстиції; Слідчий з особливо важливих справ. Убитий Захаровим у 78-й серії (1-3 сезони) |
| Наталія Бурмістрова           | Віра Любимова, дружина Геннадія Любимова; підприємець; власник антикварних салонів (1-5 сезони) |
| Андрій Кузнєцов               | Юрій Тарасов; полковник ФСБ. Вбитий Архітектором (2 сезон) |
| Сергій Іонкін                 | Деніс Сомов; оперативник; капітан поліції (1-5 сезони). Убитий Арсенъевим у 172 серii. |
| Валентина Лебедєва (Гульнева) | Оксана Михайлова; дружина / колишня дружина Андрія (1-3 сезони) |
| Анастасія Забірова            | Марія Зав'ялова; капітан юстиції; слідчий / адвокат (2-5 сезони) |
| Олексій Білозерців            | Артур Ігорович Власов; кримінальний авторитет; лідер організованої злочинної групи (ОЗГ). Убитий Зав'яловим у 57-й серії (1-2 сезони) |
| Олександр Большаков           | В'ячеслав Авер'янов; кримінальний авторитет; лідер ОЗГ. Убитий Фомою в 61-й серії (2 сезон) |
| Роман Притула                 | Євген Любимов; син Геннадія та Віри (1-4 сезони) |
| Геннадій Скоморохов           | Володимир М'ясницький; генерал поліції; начальник главку |
| Ігор Михайлов                 | Саша Семенов; син Павла та Юлії (1-5 сезони) |
| Микола Горшков                | Юрій Окунько; підполковник поліції; начальник УМВС по Калінінському району |
| Деніс Старков                 | Олександр Іванович Максимов; полковник УСБ / ФСБ (2-5 сезони) |
| Микола Смирнов                | Борис Латишев; великий бізнесмен. Убитий Архітектором у 38-й серії (1-2 сезони) |
| Наталя Дворецька              | Ольга Латишева; дочка Бориса Латишева (1-2 сезони) |
| Петро Журавльов               | Микола Забродін; генерал ФСБ; тесть Тарасова. Загинув під час вибуху в 65-й серії (2-3 сезони) |
| Олена Лопаткіна               | Ніна Молчанова; офіціантка; коханка / колишня коханка Семенова. Убита Захаровим у 66-й серії (2-3 сезони) |
| Андрій Зібров                 | Роман Романович Малишев; полковник поліції; заступника начальника Центрального УВС. Втоплений у 77-й серії (2-3 сезони) |
| Михайло Карпенко              | Василь Тучков; охоронець Фоми під прикриттям; майор / підполковник УСБ главку (3-5 сезони) |
| Антон Сичов                   | Ігор Захаров; оперативник; капітан / колишній капітан поліції / холоднокровний вбивця. У 90-й серії вбитий Семеновим (2-4 сезони) |
| Руслан Бальбуцієв             | Веніамін Лапшин; сусід Семенова; дрібний злочинець / кілер. Убитий Семеновим у 82-й серії. (2-3 сезони) |
| Олександр Разбаш              | Володимир Іванович Шубін; полковник/колишній полковник поліції; начальник / колишній начальник 2-го відділу карного розшуку главка / охоронець клубу / охоронець стоянки (3-5 сезони) началник служби безпеки банку. Наймання вбвця Архiтектор. Убитий Архитектором у 172 серii. ( 3- 6 сезони).                                                                                               |
| Ігор Павлов                   | Олег Маркін; полковник поліції; начальник СУ / начальник УМВС Центральний (3-5 сезони) |
| Сергій Мардар                 | Шароваров («Шаровар»); господар горілчаного заводу; кримінальний авторитет (4 сезон) . Убитий кiлерами на замовлення СтрЭлчова в 142 серii. 4- 5 сезони. |
| Олександр Аравушкин           | Мельников; генерал ФСБ / колишній генерал ФСБ (2-5 сезони) |
| Дмитро Лебедєв                | Віктор Сирков; полковник/генерал поліції; начальник УМВС в області / заступник начальника главку. Заарештований у 111 серії (1; 4 сезони) |
| Дмитро Сутирін                | Александр Ладигін; професійний кілер; один з «архітекторів». Убитий кілером Музикантом у 109-й серії (4 сезон) |
| Олександр Конєв               | Леонід Кундряков; оперативник; капітан поліції (2; 4-5 сезони) |
| Костянтин Фільченков          | Александр Бойко; слідчий прокуратури; помічник прокурора з нагляду за поліцією (1-5 сезони) |
| Сергій Щербін                 | Сергій Васильович, губернатор Санкт-Петербурга (3 сезон) |
| Анатолій Кондюбов             | Максим Сергійович Шахтін («Шахтар»), кримінальний авторитет. Убитий Музикантом у 101-й серії (4 сезон) |
| Поліна Ястребова              | Катя, психолог, капітан поліції (4 сезон) |

## Список епізодів
| Сезон | Сезон | Серії              | Назва                                  | Прем'єрний показ               |
| ----- | ----- | ------------------ | -------------------------------------- | ------------------------------ |
|       | 1     | (1-30) 30 серій    | «Невський»                             | 11 — 29 квітня 2016            |
|       | 2     | (31-62) 32 серії   | «Невський. Перевірка на міцність»      | 19 жовтня 2017 — 23 лютого 201 |
|       | 3     | (63-82) 20 серій   | «Невський. Чужий серед чужих»          | 11 — 22 лютого 2019            |
|       | 4     | (83-112) 30 серій  | «Невський. Тінь Архітектора»           | 25 лютого — 17 березня 2020    |
|       | 5     | (113—142) 30 серій | «Невський. Полювання на Архітектора»   | 31 січня — 11 лютого 2022      |
|       | 6     | (143—172) 30 серій | «Невський. Розплата за справедливiсть» | 10 — 28 квітня 2023            |
|       | 7     | (173-202) 30 серій | «Невський. Близький ворог»             | 7 — 25 жовтня 2024             |

### Сезон 1
| № серії | Назва | Опис серії |
| ------- | --- | --- |
| 1       | (Без зброї) | Капітан поліції Павло Семенов звик спочатку діяти, а потім розбиратися, бо хоче залишитися живим, адже вдома на нього чекають дружина Юля та син Сашко. Ризикуючи життям, він рятує дочку високопосадовця. На подяку батько дівчини сприяє переведенню Павла до відділу на Невський проспект, де служити престижно та вигідно. |
| 2       | (Останній свідок) | Дізнавшись про своє переведення, Семенов їде знайомитися з новим керівництвом. Друг і колишній напарник Семенова Назаров, напившись після розлучення з дружиною, у кафе відкрив стрілянину та опинився під слідством. До справи підключили майора Кравцова, опера УСБ. Усі свідки цієї перестрілки відмовилися від свідчень, окрім однієї людини. Кравцов поїхав до нього, але останній свідок був уже мертвий. Тепер Семенов, щоб урятувати друга, має знайти справжнього вбивцю. |
| 3       | (Ласкаво просимо до клубу) | Почалися будні Паші на Невському, і ці будні виявилися не веселими. Семенову доведеться як ловити злочинців, так і відбиватися від «наїздів» впливових осіб, використовують своє право сильного в обхід законів. А тут ще керівництво підливає олії у вогонь, переслідуючи свої цілі та стримуючи справедливе обурення капітана. |
| 4       | Конфлiкт iнтересiв | У центрі Петербурга виявлено труп іноземного громадянина Леоніда Рубінштейна, уродженця Ленінграда, нині громадянина Ізраїлю. Семенов і Михайлов мають знайти злочинця. Справа на контролі у ФСБ — адже загинув іноземець. Однак саме Паша ловить злочинців, які обікрали Рубінштейна, а потім убили його. |
| 5       | (Смертник) | Після перестрілки у центрі міста затримано якогось Новікова, свідка у важливій справі. Семенов чекає слідчого, який має допитати затриманого. Але той, залишившись у кабінеті віч-на-віч із Новиковим, убиває його. Семенову не вдається затримати вбивцю. З'ясовується, що слідчий був справжнім… |
| 6       | (Новий погляд на нову справу) | У Пітері відбувається гучне замовне вбивство — загинув бізнесмен Сомов, поранено його дружину. Семенов із Михайловим з'ясовують, що це вона замовила вбивство чоловіка — її поранення легке. Семенов виходить на слід кілера на прізвисько Архітектор, якого найняла Сомова і якого вже довго не можуть зловити поліцейські міста. |
| 7       | (Кожен сам за себе) | Семенов їде в область взяти свідчення свідка і опиняється в бранцях місцевого авторитета Чингіза. Колеги, замість того, щоб кинутися на допомогу тому, хто потрапив у біду, зайняті з'ясуванням відносин між собою. Виручає Пашу дружина, яка вчасно зробила один важливий дзвінок. Любимов упевнений, що після цього Семенов подасть рапорт про звільнення — свої залишили в біді! Однак Паша не такий, що й зумів оцінити Любимова. |
| 8       | (Про це ніхто не дізнається) | Бізнесмен Дворкін, довірившись полковнику Коптєєву, як виявляється «кинутим на бабки», а й прощається із життям. Дружина загиблого повідомляє Семенову, що Дворкін спілкувався з підприємцем Латишевим — черговою жертвою, наміченою Коптєєвим. Семенов рятує Латишева, а Арсеньєв примазується для його успіху. |
| 9       | (Вільний пошук) | На Невському проспекті активізувалися кишенькові злодії, Арсеньєв відправляє Семенова у «вільний пошук». Щовечора Паша зобов'язаний подавати йому рапорт про виконану роботу. Але, за злою іронією долі, Арсеньєв сам виявляється жертвою злодія — за лічені секунди він залишається без службового посвідчення та табельної зброї. Вранці патрульні знаходять два трупи — обидва чоловіки вбиті з пістолета Арсеньєва. |
| 10      | (Ти втрачаєш форму) | Паша розлючений поведінкою Фоми за його допомогу Юлі, яка посварилася з новим господарем магазину Зауром, нахабно торгуючим паленою горілкою. Висловивши йому претензії, Юля лишилася без роботи. Однак це питання вирішив Фома — швидко та жорстко. Тепер Юля — директорка магазину. У боксерському клубі на рингу Паша вирішив пояснити Фомі, що в його життя не варто втручатися. Але Фома заперечив, що втрутився тому, що Павло сам не вирішив проблему дружини, бо не в кращій формі! |
| 11      | (Принципи капітана Семенова) | Неподалік Невського проспекту зарізана власниця мережі косметичних салонів, з неї зірвані діамантові сережки і кольє. Оперативники підозрюють, що напад міг зробити наркоман. Вони трясуть головного наркоділка району і вранці бачать у відділі нарика, що з'явився з повинною. Але з'ясовується, що він прийшов з повинною тому, що невиліковно хворий, а пахан пообіцяв допомогти дітям. Паша починає пошуки справжнього вбивці. |
| 12      | (Небезпечний під час затримання) | Заступник Любимова Арсеньєв продовжує копати під свого шефа, намагаючись спровадити його за пенсію. Одним із етапів цього плану мало стати затримання кілера Архітектора. Але операція, яку розробив Арсеньєв, виявилася проваленою. Більше того, від кулі Паші постраждав Михайлов, якого врятував бронежилет. Цю історію Арсеньєв, спотворивши істину, намагається перекрутити Любимову з вигодою собі. |
| 13      | (Чистий розшук) Після того, як Паша випадково поранив Михайлова, він залишився без табельної зброї. Не все гаразд і в сім'ї: Паша ревнує Юлю до Фоми, а Юля Пашу — до Віри. Дружина Михайлова після його поранення підшукує йому нову роботу. Михайлов намагається пояснити, що вони живуть гарно тільки завдяки його службі в поліції. | |
| 14      | (Образа) | Ранок Паші почався із сутички з групою активістів, що наклеїли на його позашляховик стікер з написом «хамло за кермом». Декількома годинами пізніше Паші знову довелося зустрічатися з ними, але вже зовсім з іншого приводу: чоловіком на чорному джипі без номерних знаків застрелено двох із них. |
| 15      | (Ми з тобою однієї крові) | Михайлов ділиться з Пашею інформацією у тому, що хтось із конкурентів «замовив» Олексія Фоміна. Паша, хоч і ревнує дружину до Фоми, але ні хвилини не роздумуючи, розповідає про це самому Олексію. Через Юлю Фома передав Паші на знак подяки солідну суму, але Паша хабарів, як і раніше, не бере… |
| 16      | (Перспективний співробітник) | У колишнього співробітника міської адміністрації Істоміна зникла дружина. Інтуїція нагадує Паші, що викрадення не обійшлося без самого Істоміна. Справа в тому, що у подружжя успішний бізнес — мережа міні-готелів. |
| 17      | (Сумнівні зв'язки) | Слідство у справі кілера на прізвисько Архітектор не зібрало достатньо доказів, і вбивця ось-ось може бути на волі. Це означає, що полетять зірки із погонів поліцейських чинів. Арсеньєв змушує Пашу «впізнати» Архітектора як того, хто стріляв у нього. |
| 18      | Я - Не вiн | Любимов оголошує Арсеньєву сувору догану із занесенням у особисту справу через провал операції по вбивці Архітектора. А Семенова представив до присвоєння чергового звання — майора. |
| 19      | (Найбезпечніший район) | Паші присвоєно звання майора — настав час проставлятися! Для «поляни» обрано ресторан Яворського, проте поки що господар відсутній, усім заправляє його помічник. Перед тим, як накрити стіл для поліцейських, він пропонує Паші убезпечити його від бандитських наїздів. Проте забуває сказати, що «наїжджають» на нього за борги за наркотики |
| 20      | (Своя людина) | Вбита знайома Паші Віра. Перед смертю вона телефонувала йому і просила про зустріч, але він не зміг вирватися. Розслідування приводить до колишньої напарниці Віри по роботі у нічному клубі. Вона розповіла Павлу, що в клубі було вбито бізнесмена, однак у поліції досі немає заяви про це. |
| 21      | (Мент та поліцейський) | До Любимова звертається його знайомий, підприємець Латишев, з проханням «розрулити» ситуацію: його дочка Ольга у нічному клубі познайомилася з Кирилом, і після кількох зустрічей, піддавшись на його умовляння, позичила йому сто тисяч євро. Хлопець утік із грошима. Семенов з'ясовує, що якийсь молодик охмуряє заможних дівчат і під різними приводами вимагає у них гроші. Зачіпка для його затримання була одна: він їздить дорогою іномаркою і хвалиться тим, що така в місті одна. Вихваляння афериста і підвело. |
| 22      | (Він повернувся) | У міському парку виявлено труп громадянина Голишева. Після встановлення його особи з'ясовується, що він приїхав із Новосибірська, де був касиром кримінального угруповання та зник разом із грошима. Дослідивши характер поранень, Семенов робить висновок, що вбивця — Архітектор. Але Арсеньєв забороняє Паші поширюватися на цю тему, тому що давно відрапортував нагору про затримання кілера. |
| 23      | (Дах) | Семенов продовжує шукати кілера на прізвисько Архітектор, який залишає на місцях злочинів свій фірмовий знак — літеру «А». Майору ОСБ Кравцову не дає спокою дорога іномарка, придбана Павлом завдяки службовому становищу. Любимов вирішує тимчасово усунути Семенова від справ. Після перевірки Кравцов не тільки знімає з Семенова всі підозри, а й просить допомоги у пошуках убивці його дружини. |
| 24      | (Тінь «Архітектора») | Бізнесмен Муса, невдоволений збільшенням данини, «замовляє» Фому через свою людину Архітектору. Але Фома випереджає ворога і завдає превентивного удару, вбивши Мусу та його людей. Перед смертю один із бандитів зізнається, що призначив кілеру нове місце зустрічі. Дізнавшись про це, Кравцов та Семенов їдуть туди. На подив оперативників, до них на зустріч приходить… Вершинін. Осліплений люттю Кравцов розстрілює вбивцю своєї дружини. Але незабаром Семенову призначає зустріч адвокат Вершиніна та передає листа загиблого. Виявляється, Вершинін, який давно займався затриманням Архітектора, вирішив видати себе за нього, щоб спровокувати справжнього злочинця на помилку — навіть ціною власного життя. |
| 25      | (Помилковий хід) | Семенов від власного інформатора дізнається, що ув'язнений Попов колись вдавався до послуг Архітектора. Однак Попов відмовляється видати кілера — натомість за наведення він вимагає влаштувати йому втечу з в'язниці. Семенов відмовляється, але Кравцов переконує його погодитися — адже це їхній єдиний шанс затримати невловимого вбивцю. За допомогою Фоми Семенову вдається інсценувати втечу. |
| 26      | (Під підозрою) | Кравцов продовжує пошуки Архітектора. Підозра падає на Фому, шкільного приятеля Семенова, та Арсеньєва. Семенов довідується про минуле Арсеньєва та розуміє, що його начальник ідеально підходить на роль Архітектора. Раптом дружину Семенова Юлію затримують за ненавмисне вбивство наркомана, який нападав на дівчат. |
| 27      | (Під ковпаком) | Слідчий у справі Юлі тисне на Семенова, погрожуючи звинуватити їх у причетності до вбивства наркомана. Потрібен хороший, а отже, дуже дорогий адвокат. На допомогу приходить Фома — він пропонує Семенову гроші, Паша змушений погодитись. Арсеньєв, зрозумівши, що за ним йде стеження, підлаштовує Кравцову автокатастрофу. |
| 28      | (Сімейні цінності) | Семенов відвідує лікарні Кравцова і зізнається йому у цьому, що проговорився Михайлову про стеження за Арсеньєвим. Кравцов тепер абсолютно впевнений, що Арсеньєв і є Архітектор. Арсеньєв робить свій хід — він скаржиться генералу Хохлову, натякаючи, що і той може постраждати. Хохлов домагається звільнення Кравцова. |
| 29      | (Знайти та знищити) | Кравцова оголошено у розшук — він застрелив поліцейського ДПС. У цей час на Семенов з Назаровим чекають Архітектора в засідці. На місце зустрічі приїжджає… Фома. Назаров стріляє у Фому і зізнається Семенову, що він і є Архітектор. Семенову вдається затримати колегу-перевертня. Фома впадає в кому. Оголошений у розшук Кравцов несподівано приходить сам і знищує вбивцю своєї дружини — Архітектора. Вогнем у відповідь патрульні розстрілюють його. |
| 30      | (Вирок) | На Невському відбувається аварія, в перепалці один із водіїв вихоплює пістолет і важко ранить іншого. Потерпілий виявляється сином впливового чиновника, і Арсеньєв кидає всі сили на пошуки стрільця. Семенов подає рапорт про звільнення, але Михайлов не поспішає його відпускати. Фома виходить із коми, а Любимова призначають новим заступником начальника главку замість спійманого на хабарі генерала Хохлова. |

### Сезон 2
| № серії | Назва                    | Опис серії |
| ------- | ------------------------ | --- |
| 1 (31)  | (Вільний стрілець)       | Минуло більше року після того, як майор поліції Паша Семенов знешкодив легендарного кілера на прізвисько Архітектор. Тепер Паша пішов з органів та працює таксистом. Його дружина Юля продовжує відбувати покарання за вбивство наркомана, який напав на неї. Тим часом Петербург накриває хвиля нових зухвалих пограбувань — двоє невідомих під виглядом заробітчан грабують клієнтів банку, які знімають великі суми готівки. Паша та його товариш Льоха стають жертвами чергового нападу. А в СІЗО від серцевої недостатності помирає Латишев. Арсеньєв підвів себе під звільнення, на його місце прийшов Семенчук. |
| 2 (32)  | (Свідок обвинувачення)   | Роз'їжджаючи на таксі містом, Семенов випадково помічає наркомана, головного свідка у справі його дружини Юлі. Семенов безуспішно намагається затримати його. Інформатор зливає Михайлову інформацію про кримінальний авторитет Барсукова, за яким вже давно полює вся поліція міста. Незабаром Михайлов затримує його. Офіцер спецслужб Тарасов за допомогою бізнесмена Шалаєва намагається упіймати на хабарі нового начальника РВВС Семенчука, але той за допомогою своїх зв'язків підставляє самого Шалаєва. Люди Фоми ловлять Антона і пропонують Семенову угоду — обміняти свідка на визволення Барсукова з-під варти. Тарасов інсценує похорон Латишева, перевозить його до конспіративного заміського будинку та оформляє нові документи. Від свого куратора Латишев дізнається, що Архітектор живий.                                          |
| 3 (33)  | (Покемон)                | Михайлова призначають начальником відділу карного розшуку центрального району. Насамперед на новій посаді для нього стає зухвале вбивство студента Єгора — сина відомого кримінального авторитету Авер'янова. Михайлов легко розплутує складну загадку. Виявляється, Єгора вбив його однокурсник, який образився на того через те, що Єгор швидше товариша впіймав покемона у віртуальній грі. Тим часом Тарасов пропонує Семенову співпрацю — він натякає Паші, що його загиблий друг Назаров не робив усіх убивств, які приписували Архітектору, і обіцяє сприяння для звільнення Юлі. Семенов погоджується допомогти новому розслідуванню. |
| 4 (34)  | (Я всіх урятую)          | Тарасов переконує Семенова у цьому, що Назаров — не Архітектор, а справжній кілер досі на волі. Михайлов звертається до банку з проханням про кредит — колишня дружина вимагає грошей. Михайлову відмовляють, і в цей момент на банк відбувається напад. Незважаючи на прохання персоналу, поліцейський вирішує не ризикувати життям заради банку, котрий відмовив йому в кредиті, але активно береться за розслідування. Фома повертається до міста. Він радий зустрічі зі старим другом Семеновим, але ще не здогадується про те, що поки він був відсутній, братва вирішила його позбутися і взяти владу в місті в свої руки. |
| 5 (35)  | Проста робота            | Після замаху Фома наймає охорону. Він вважає, що його замовив Рембо і просить Павла знайти його. За відомостями братви, той не міг покинути Пітер і ховається на Невському. Паші вдається взяти Рембо, і він передає його Фомі. Пограбовано квартиру адвоката Олени Навроцької. Грабіжники представилися судовими приставами, але в одному з грабіжників потерпіла впізнала Шурика Немчинова… Семенов зустрічається з Окуньком, який повідомляє Паші, що, виявляється, Рембо не замовляв Фому, а кілери приходили за Пашею. |
| 6 (36)  | (Мета)                   | Ольга Латишева зустрічається із посередником і замовляє вбивство Паші. Забродін (тесть Тарасова) повідомляє Юрію, що цього чекає підвищення до заступника начальника управління. Москва чекає на результати у справі Архітектора. Паша цікавиться пограбуванням на Невському і зустрічається зі скупником краденого Крохою. Той повідомляє, що один із грабіжників помер від передозування, а другий — Рябя — ховається у своєї дівчини. |
| 7 (37)  | (Доба)                   | Протягом доби Павлу доводиться виїжджати на різні виклики. В одному з будинків у центрі міста замкнувся в квартирі колишній чоловік молодої жінки, який не зумів відкрити двері через напад на ґрунті алкогольного отруєння… Наступний виклик — на місце бійки, під час якої хлопець отримав важкий перелом, і Павло керує пошуком ініціаторів бійки, що втекли. Група аферистів обманює пенсіонерів. Однією з постраждалих є підполковник міліції у відставці Костроміна, яка й допомагає затримати шахраїв. Компанія молодих людей напідпитку, серед яких син генерала Любимова, влаштовує гонки містом на машинах. Після їх затримання батько, «чесний поліцейський», витягує сина з ситцації. |
| 8 (38)  | (Кілер номер один)       | Латишев повідомляє оперативникам електронну адресу Архітектора та отримує від нього нові документи з ім'ям Латиніна. Веніаміна затримують із пакетом наркотиків. Його мати просить Павла допомогти йому. Павло зустрічається у допитній із Вєнєю, але той відмовляється здавати своїх приятелів, яким ніс наркоту. Отримавши електронну адресу Архітектора, Юрій Тарасов вирішує брати його на живця, зробивши замовлення «кілеру номер один» електронною поштою, готує операцію з упіймання Архітектора. Кілер влаштовують засідку в готелі, але Архітектор здогадується про пастку. |
| 9 (39)  | (Свята нічого очікувати) | Після провалу операції з арешту Архітектора генерал погрожує Тарасову пониженням по службі. Напередодні Нового року. Під час вистави в міському сквері з'являється чоловік з рушницею і холоднокровно розстрілює трьох людей: спонсора свята та акторів, які грали Діда Мороза та Снігуроньку. Генерал Любимов дає підлеглим лише одну добу на затримання злочинця. Семенов, тим часом, відвідує дружину в колонії. Юля незадоволена тим, що Новий рік їй доведеться зустріти у в'язниці. Павло обіцяє, що незабаром вона вийде на волю. Проте все ускладнюється після усунення Тарасова: за Юлю більше нема кому просити. |
| 10 (40) | (На гачку)               | Семенов затримує відомого афериста Фінікова, давно розшукуваного за шахрайські операції із нерухомістю. Арсеньєв за допомогою старих зв'язків домагається для Фінікова звільнення з-під варти під підписку про невиїзд. Семенчук натякає Семенову, що він може використати «нестандартні методи» для тюремного арешту Фінікова. Адвокат удови наркомана, який загинув від пострілу Юлі, починає шантажувати Семенова — адже Юля стріляла з особистого пістолета Павла. Семенов платить адвокату за відкликання позову, але той хоче більше. |
| 11 (41) | (Комбінація)             | У місті відбуваються напади на іноземних туристів із єдиною метою пограбування. Для розкриття цих злочинів ФСБ залучає поліцейських. Але справа ускладнюється тим, що під час чергового нападу відбувається вбивство. Жертва — Ігор Левашов, людина Фоми, який займався фінансовими операціями бандитів. Нападники забрали портфель жертви з фінансовими документами. Тепер Фома не має доступу не тільки до своїх фінансів, але й до грошей Артура, що лежать на рахунках Фоми. Павло припускає, що пограбування іноземців відбуваються за наведенням з готелів. |
| 12 (42) | (Я тебе знаю)            | Щоб виграти справу в суді про позбавлення Михайлова батьківських прав, його колишня дружина влаштовує проти нього цькування у пресі. Любимов вимагає, щоб Михайлов улагодив стосунки з дружиною, галас у пресі главку не потрібний. Михайлов мусить підписати дозвіл на виїзд дітей за кордон. У цей час у центрі Петербурга відбувається зухвале вбивство — розстріляні молоді люди, які виступали проти незаконних парковок. Один із них у лікарні повідомляє Семенову, що в них стріляв Архітектор. Паша ловить Архітектора, а згодом рятує від загибелі Тарасова. |
| 13 (43) | (Що було, те й буде)     | Андрій Михайлов та Павло Семенов накривають бордель, який кришує молодий дільничний, старший лейтенант Огурцов. Після його розгону полковник Семенчук знаходить на сидінні свого автомобіля навчальну гранату, підкинуту через розбите бічне скло. На прохання Юлі Паша намагається домовитися про концерт із Денисом Клявером, але директор співака відмовляється від безкоштовного виступу. Тоді Андрій і Паша викрадають у Клявера його розкішну машину. За її повернення співак безкоштовно відпрацьовує концерт. |
| 14 (44) | (Ювілей)                 | Пограбована орендована квартира коханки помічника віце-губернатора Максима Ігнатьєва. Викрадені гроші та коштовності із сейфа, а також картина, яку Ігнатьєв зберігав у подруги. Раніше він займався організацією виставок і після того, як підозріла пожежа знищила всі картини, намагався отримати гроші від страхової компанії. Несподівано Ігнатьєв приходить у поліцію і зізнається, що гроші та коштовності взяв він сам, щоб розплатитися із боргами. По камерах відеоспостереження детективи виходять на підозрюваних у крадіжці картини, при затриманні загинула дівчина під час боротьби з Семеновим. |
| 15 (45) | (Один із нас)            | Семенов відсторонений від роботи тимчасово службового розслідування, йому загрожує кримінальна справа. Новий начальник колонії, де відбуває покарання дружина Семенова, встановлює свої порядки, і Павло більше може відвідувати дружину, як раніше. Син Семенова пускає до будинку шахрайку, яка обіцяє влаштувати побачення з мамою в обмін на всі заощадження. У відділ поліції звертається Кирило Артамонов: він заборгував велику суму, йому загрожують убивством. Здирника вирішують брати на місці злочину. Денис Сомов кидається за здирником, який намагається втекти на машині, стикається з ним лоб у лоб і отримує тяжку травму. Камери відеоспостереження показують, що Сомов під час затримання впізнав здирника і не став у нього стріляти. Прийшовши до тями, Денис Сомов повідомляє, що здирник — поліцейський із сусідньої дільниці. |
| 16 (46) | (За все треба платити)   | На Невському проспекті виникли невловимі кишенькові злодії-«гастролери». Полковник дає зрозуміти Михайлову, що незадоволений тим, що злодюжки досі гуляють на волі. Андрій звертається до колишнього опера Андрєєва. Той, ображений на систему, що викинула його на узбіччя, відмовляється допомагати з упійманням кишенькових злодіїв. Доводиться звернутися до одного із кримінальних авторитетів Ворчунова. Семенов намагається домовитися про побачення з Юлею. Охоронець просить за це три тисячі доларів. |
| 17 (47) | (Чужі гріхи)             | Щоб перехопити торговців зброєю, Паша оформляється на роботу вантажником. Він засікає зустріч продавців та покупців зброї і до приїзду спецназу вступає зі злочинцями у бій. При арешті зловмисників Паша забирає сто тисяч з тих п'ятисот, які були призначені для покупки зброї. Ці гроші йому потрібні, щоби заплатити за поїздку сина з однокласниками до Праги. Під час слідства зникнення ста тисяч рублів спливає, але Паша зізнаватися не поспішає. Заарештовані продавці зброї повідомляють, що з'явилася дуже заможна людина, якій потрібен кілер. Не просто кілер, а саме «архітектор». Замовник готовий сплатити мільйон. Паша викликається стати тимчасово «архітектором». |
| 18 (48) | (Час жорстоких)          | Колишній охоронець банку Чистяков оголошений у розшук за пограбування: він викрав вміст банківської комірки. Злочинець засвітився в обласному містечку, коли зняв гроші за своєю банківською карткою. Андрій відправляє на затримання Чистякова Пашу. Там Паша стає свідком арешту місцевими оперативниками. Від них Паша дізнається, що за затримання Чистякова оголошено винагороду в мільйон рублів. Наступного дня прибуває наряд із Пітера, щоб перевезти Чистякова до північної столиці. Паша їде слідом за ними своєю машиною. Дорогою троє невідомих нападають на конвой, вбивають супроводжуючих і беруть у полон Чистякова та Пашу. |
| 19 (49) | (Буря)                   | З Ярославської колонії втікає небезпечний злочинець Олег Єрьомін, який відбував покарання за наркотики. Андрій Михайлов зізнається Паші, що наркотики Єрьоміну підкинув він. Для того, щоб заарештувати велику банду, треба було домогтися повного визнання Єрьоміна — на той час інформатора Михайлова. Тепер Єрьомін з'явився, щоб помститися, і відразу застрелив суддю. А Михайлову зателефонував квартирант та попросив його приїхати, щоб розібратися з речами на антресолі. Паша спробував застерегти друга, але Андрій його не послухав і опинився у заручниках у Єрьоміна. |
| 20 (50) | (Симбіоз)                | Після загибелі Бурого загострилося протистояння двох головних злочинних угруповань міста — Фоми та Артура Власова. Обидва претендують на місце того, хто головний. На помічника прокурора з нагляду за поліцією Трифонова нападають двоє хуліганів та відбирають портфель. Трифонов зізнається Паші, що в портфелі, окрім великої суми у валюті, були документи з грифом «таємно», за втрату яких йому загрожує звільнення. Паша погоджується спробувати затримати бандитів за велику суму. Трифонов обіцяє дати спокій власнику ресторану на пароплаві, який звертався до Паші за допомогою. Семенчук пропонує Фомі допомогу у протистоянні з Власовим в обмін на те, щоб той звільнить район від усієї дрібної шушери. |
| 21 (51) | (Упізнання)              | Оперативники не можуть зловити двох грабіжників, які нападають на кур'єрів інтернет-магазинів. Паша нагадує Андрію, як Фома зайняв лідерські позиції у центральному районі: його конкуренту Власову Андрій підкинув у машину пістолет. Власов наказує своєму адвокату вирішити питання з його звільненням. Свідки зі спецслужб, які стежили за Власовим, відмовляються від даних раніше показань і не впізнають його… Прорахувавши дії грабіжників кур'єрів, Паша ловить їх на місці злочину. Андрій повідомляє Семенову, що Власов на волі. Тепер, як і попереджав Паша, небезпека загрожує їм обом — Власов не вибачить тих, хто намагався його посадити. |
| 22 (52) | (Кого хочеш вибирай)     | Арсеньєв вигадує, як вирішити проблеми Власова. Наглядачки виявляють у Юлі мобільний телефон, і вона потрапляє в карцер з нестерпними умовами утримання. Паша кидається до начальника в'язниці, і той пропонує йому вибір: або Паша має ліквідувати свого друга Фому, або його дружину Юлю згноять у карцері. Вбито журналіста, який писав книгу про Архітектора. |
| 23 (53) | (Нагорода для героя)     | Павло старанно готує вбивство Фоми. Він за містом відпрацьовує навички стрілянини, ховає зброю у бачку туалету в ресторані та призначає там зустріч старому другові. Але в останню мить Паша не може зробити постріл. Начальник охорони показує Фомі відеозапис з камери спостереження, де видно, як Семенов ховає зброю. Начальник повідомляє Фомі, що підмінив патрони на холості. У місті з'являється новий аферист. Представившись місцевому бізнесменові Карімову полковником Семенчуком, він за хабар обіцяє включити Карімова до списку нагороджених зброєю. Павло та Андрій встановлюють його особистість — Альберт Сухарєв. З'ясовується, що Сухарєв пов'язаний із колишнім начальником ОУРу, полковником поліції у відставці Євгеном Арсеньєвим. Семенов вирішив убити начальника в'язниці.                                                  |
| 24 (54) | (Викрадення)             | У відділення поліції приходить 13-річна Катя Капітонова і заявляє, що її маму викрали. Чоловік жінки факт викрадення заперечує, але потім зізнається, що злочинці заборонили йому повідомляти поліцію, погрожуючи вбити дружину. Семенов переконує Петра Капітонова, що вони знають, як діяти у таких випадках. На передачу грошей Петро вирушає у супроводі опергрупи, але за грошима ніхто не приходить, а незабаром знаходять труп Ірини. Максимов з управління власної безпеки підозрює Семенова у вбивствах Бартенєва. |
| 25 (55) | (Сліпа зона)             | Під час нальоту мігрантів із Середньої Азії на супермаркет гине охоронець Левчук. Пастухов доручає цю справу Паші. Вбивство викликає величезний резонанс у суспільстві та заспокоїти натовп протестувальників біля магазину мігрантів вдається лише за допомогою Семенчука, який залучив для цього свого давнього товариша — лідера середньоазіатської громади Істама. Семенчук за допомогою Паші припиняє спробу викрадення дружини мігранта Омона, підозрюваного у вбивстві Левчука. Виявляється, за свого співробітника хотів помститися Угрюмов, директор ЧОПу, який охороняв супермаркет. |
| 26 (56) | (Сволочі)                | Оперативники із сусіднього району застрелили у перестрілці чотирьох карних злочинців під час передачі викупу. Але полковник Малишев, який керував затримкою, розраховував, що гроші будуть справжні, а виявилося — фальшиві. Тоді він передав їхньому Самосаду, щоб той реалізував «ліві гроші». При спробі розплатитись у кафе фальшивою купюрою був затриманий Василь Шпонов. Тим часом надійшла інформація про збут великої партії фальшивок, що готується. Тарасов пропонує Семенову угоду: Паша допомагає шукати Архітектора, а Юра — заплющує очі на зібраний компромат на Михайлова та Зав'ялову. |
| 27 (57) | (Виходу немає)           | Арсеньєв працює на Аверьянова і має прибрати Олексія Фоміна, його конкурента. Артему, колишньому чоловікові Зав'ялової, який колись служив у спецзагоні снайпером, замовляють убивство. Але ж кого? Двоє невідомих б'ють Арсеньєва і розслідування доручають Павлу. Павло вважає, що напад — це інсценування. Павло рятує Фоміна, якого мав намір застрелити начальник служби безпеки. Артем виконує своє «замовлення» та вбиває Власова. Любимов отримує пропозицію від М'ясницького зайняти його місце. |
| 28 (58) | (Це був ти)              | Михайлова викликають до прокурора, який вимагає негайно закрити справу проти Арсеньєва. Під тиском обставин Семенчук ухвалює закриття справи, але нагадує, що Любимов чекає від нього результатів — необхідно «дотиснути» Арсеньєва. Тим часом Тарасов за допомогою свого знайомого на ТБ запускає «качку» про те, що Семенов знає подробиці журналістського розслідування Бадаєва. Таким чином, Тарасов розраховує спровокувати людей з оточення Архітектора на активні дії. Архітектор убиває Тарасова. Любимов стає начальником Главку і видворює Арсеньєва із країни. |
| 29 (59) | (Ультиматум)             | Генерал Забродін вимагає прискорити розслідування вбивства свого зятя Тарасова. Семенов допомагає скласти фоторобот нападника, можливо це і є Архітектор, якого давно вважають загиблим. Михайлов переконує Семенова у своїй непричетності до організації фатальної зустрічі з незнайомцем — їх обох явно підставили, щоб посварити. Тим часом у в'язниці Юлі підкидають наркотики, і її визволення через дострокове звільнення стає неможливим. Інтриги навколо Семенова наростають, але раптове затримання ним банди грабіжників не дозволяє генералу Любимову остаточно усунути Семенова. |
| 30 (60) | (Хто ти?)                | Через 20 років поліція виявляє поховання невідомих трупів. Знайомий опер передає Семенчуку його міліцейський жетон, знайдений поряд із померлими. Семенчук зізнається другові, що тоді вивіз пару рецидивістів-автоугонщиків, які вбили батьків Семенова, і розстріляв, бо не міг довести їхню причетність до смерті батьків Паші. Тим часом у в'язниці слідчий ОСБ Местецький пропонує Юлі Семеновій угоду дати свідчення проти одного з вищих поліцейських чинів про причетність його до торгівлі наркотиками в обмін на зняття з неї звинувачень та звільнення за УДВ. |
| 31 (61) | (Затримання)             | Аверьянов знаходить Арсеньєва, який ховається за кордоном, і вимагає, щоб той повернувся до Пітера, інакше постраждають його дружина та син. Арсеньєв просить допомоги у Семенова, обіцяючи назвати замовника замахів на Фому. Михайлов розслідує вбивство п'яти бізнесменів, які намагалися обміняти великі суми на біткойни через фірму-фальшивку. Але першим злочинців знаходить Махов і вирішує привласнити усі гроші собі. Семенов допомагає Арсеньєву звільнити його дружину. Після цього слідство береться за самого Семенова, якого підозрюють у пособництві бандитам. |
| 32 (62) | (Фото на згадку)         | Забродін хоче розповісти Павлу дещо про його батька, але під час зустрічі їх підстерігає Бударін і намагається розстріляти зі снайперської гвинтівки. Семенова та Забродіна рятує Семенчук. Він забирає їх у заміський будинок і розповідає правду про Архітектора. Арсеньєв через шантаж Любимова повертає собі місце у поліції. Паша отримує кулю від поліцейського при спробі зупинити пограбування Вєні. |

### Сезон 3
| № серії | Назва                 | Опис серії |
| ------- | --------------------- | --- |
| 1 (63)  | (Вхідний білет)       | Паша, якому дивом вдалося вижити, збирається повернутися до поліції. Хома відмовляє його та пропонує місце начальника служби безпеки у своїй компанії. На посаду начальника поліції претендує Роман Малишев. Він звертається до полковника Арсеньєва, який просить велику суму за «вхідний квиток». У бізнесмена-будівельника Зюзіна міська адміністрація в особі заступника голови району Волкова вимагає «відкат». Зюзин відмовляється, і його будівництво заморожують, а Волков знаходить більш згідливого підрядника. Зюзін, доведений до відчаю погрозами на свою адресу та на адресу дочки Інги, вривається в ресторан, де Волков веде переговори, і пострілом із рушниці вбиває його, а потім ховається. Жанна, дівчина на виклик, дає Павлові наведення на місце, де ховається Зюзін. Туди прямує Арсеньєв з Малишевим та Жанною. Арсеньєв попереджений, що Зюзін може дати свідчення, вкрай невигідні для міської адміністрації. Павло намагається допомогти Юлі, що вийшла на свободу, адаптуватися до нового життя. Сам він розуміє, що не зможе працювати під начальством Арсеньєва та приймає пропозицію Хоми. |
| 2 (64)  | (Просте питання)      | Співробітники ДПС зупиняють VIP-таксі й у портфелі у пасажира — великого бізнесмена — знаходять пакет із наркотиками. На посаді начальника безпеки у Хоми Павло виявляє слабкі місця у роботі колишнього начальника Тучкова. Хома вирішує звільнити Тучкова, але Павло вмовляє поки що його залишити — він не хоче нажити собі ворога. Бізнесмен, який попався на наркотиках, виявляється другом Фоми. Хома просить Павла домовитися зі слідчим у цій справі, Машею Зав'яловою, подругою Андрія Михайлова. Він пропонує їй гроші за розвал справи. |
| 3 (65)  | (Вибух)               | У Хоми розгоряється конфлікт із Якутом, який поширює на Невському дешеві наркотики. Якут зустрічається з Малишевим та пропонує частку у цьому бізнесі. Павло намагається затримати випадкового перехожого, в якому дізнався про орієнтування можливого злочинця, але сам опиняється в поліції. Йому дають зрозуміти, що тут він уже чужий. Повернувшись на місце стрілянини, Павло знаходить гільзу, яку передає на експертизу Михайлову. На гільзі — відбитки якогось Пармезана, що знаходиться в розшуку. Люди Михайлова обчислюють квартиру, де той зупинився. З'ясовується, що останній номер, на який Пармезан дзвонив міським телефоном, знаходиться в офісі Хоми. Михайлов вважає, що кілер за завданням Арсеньєва має прибрати Фому. Павло попереджає Фому про небезпеку. |
| 4 (66)  | (Ніна)                | Фома хоче отримати тендер на реставрацію будинків у центрі міста, але новий керівник району Бабич обіцяв тендер Арсеньєву. Від Михайлова вимагають інформації про діяльність Хоми. Арсеньєв знаходить слабку ланку Хоми, це Юля, дружина Павла. Ніна, яку Юля побила, написала на неї заяву, але йому поки що не дали ходу. Павло, у свою чергу, знаходить компромат на Бабича — фото його зустрічей із повіями. Коли люди Хоми вже зустрічаються з Бабичем, щоб натиснути на нього, Арсеньєв повідомляє Павла, що закриє справу Юлі в обмін на тендер. Але єдиний спосіб закрити справу Юлі — змусити Ніну не давати свідчень. |
| 5 (67)  | (Лінія захисту)       | Павла і Юлю допитують у справі вбивство Ніни: поки вони єдині підозрювані. На відміну від Павла, Юлі не має алібі. Павло просить Хому забезпечити їй алібі, сказати, що того вечора вона була з ним у кафе. Хома погоджується. Запис розмови Хоми та Павла виявляється у Михайлова. Тучков залишає собі копію запису, як Хома та Юля справді зустрічалися у кафе, але не сказали про це Павлові. Михайлов оглядає місце вбивства Ніни та знаходить мітку «Архітектора». Під час слідчого експерименту захоплюють у заручники Зав'ялову. Паша допомагає Андрієві врятувати Машу. |
| 6 (68)  | (Днюха)               | У номері готелю знаходять тіло Борисова Михайла Петровича, із номера зникла велика сума. Вбито охоронця, який намагався затримати вбивцю і випадковий свідок. У номері Борисова була повія і залишилися наркотики. Денис Сомов знає дилера та обіцяє дати наведення на дівчину. Хома зустрічається в офісі зі своїм фінансовим консультантом Гартманом, який знає всі його справи. Після зустрічі служба безпеки виявляє прослуховування у кабінеті Хоми. Павло вирішує влаштувати перевірку Гартману, щоб з'ясувати, чи не працює він на поліцію. |
| 7 (69)  | (Молоді вовки)        | Бабич бере гроші в комерсанта Колесникова за обіцянку, що його фірма отримає поспіль на ремонтні роботи, але тендер не забезпечує. Комерсант, котрий зняв на відео факт передачі грошей, загрожує чиновнику. Хомі доводиться провчити Колесникова. Тоді Колесніков звертається за допомогою до знайомого адвоката — він збирається прибрати Фому. Адвокат доручає справу двом хлопцям, на совісті яких уже є вбивство у районі, де мешкає Павло. Начальник місцевого відділення поліції вручає Павлу орієнтування на ці відморозки. |
| 8 (70)  | (Приватне замовлення) | У сина генерала Любімова вкрали дві фури із фінським алкоголем. Любимов неспроможна проводити офіційне розслідування, оскільки вантаж нелегальний. Він звертається за допомогою до Міхайлову. У цей час Маша Зав'ялова виїжджає на місце злочину — звичайна бытовуха. У неї немає часу шукати понятих, тому що вся група їде на місце злочину. Маша знаходить підставних, але адвокат це з'ясовує. Справа береться під контроль. Арсеньєв позбавляє ліцензії одну з охоронних фірм Фоми. Хома вирішує мстити і влаштовує пожежу в нічному клубі, що належить Арсеньєву. Павло дізнається, що Ніна була вагітна. І хоч він не впевнений, що це була його дитина, він вирішує, що повинен упіймати того, хто скоїв вбивство від імені «Архітектора». |
| 9 (71)  | (Основне завдання)    | Михайлов виїжджає у область затримання злочинця Лехи Фінна, що у розшуку, і його затримує. Семенов вивчає біографію Тучкова, бо підозрює, що хтось намагається його підставити — вбивство Ніни та співробітників ДПС говорять на користь його версії. Семенов з'ясовує, що Тучков під час служби в армії вбив свого товариша по службі, але справу таємниче зам'яли. Семенов та Хома вирішують влаштувати йому перевірку. Денис Сомов приходить до свого дилера за черговою дозою «ліків», там на нього чекають співробітники поліції, які вимагають гроші у постачальника наркотиків. Денис убиває обох. Незабаром орієнтування з його фотороботом надходить у його відділ. Михайлов намагається допомогти Маші зам'яти справу з підставними понятими. Максимов пропонує установку Тучкову стежити за Фомою і збирати компромат. |
| 10 (72) | (Ексгумація)          | Полковник пропонує Маші свою допомогу у закритті справи — вона має «занести» йому двадцять тисяч. Маша терміново шукає гроші та звертається за допомогою до Семенова. Денис заарештовує кілера Пармезана, який працює на Фому. У органів великі ставки з його показання, і Пармезана ретельно охороняють. Він погоджується на угоду зі слідством і готовий здати Фому за захист. Хома просить Пашу організувати втечу Пармезану. На могилі батьків Пашу застає колишній колега, нині полковник ФСБ Максимов, який розповідає, що їхня загибель могла бути інсценуванням, оскільки батько Паші і є Архітектором. |
| 11 (73) | (Козир у рукаві)      | Семенів переживає внаслідок результатів ДНК. Не знаючи тепер, хто батько, Семенов починає пити. Юля скаржиться на чоловіка Фоміну, той обіцяє допомогти їм поїхати у відпустку, щоб вони змогли налагодити стосунки. Михайлов планує взяти Душмана, лідера ОЗУ, що промишляє замовними вбивства. Для цього він випускає із в'язниці Веню, сусіда Семенова, через який той одного разу мало не помер. Веня хоче стати кілером і зв'язується із Душманом. Михайлов встановлює за Віднем стеження. Веня проникає до будинку Семенова і, погрожуючи пістолетом, змушує Юлю віддати всі гроші, відкладені на відпустку. |
| 12 (74) | (сміття)              | Семенов допомагає колишнім колегам затримати квартирного афериста. Хома безуспішно намагається налагодити контакт із новим головою району, колишнім працівником ФСВП Матюхіним. Проте важливий чиновник відмовляється пускати кримінальний бізнес у район, і тоді Хома змушує главу комунальної служби припинити вивіз сміття з Невського. Раптом невідомі викрадають доньку Матюхіна. Чиновник переконаний, що це підступи Хоми. |
| 13 (75) | (Запобіжний захід)    | За наказом Хоми Семенов і Тучков вибивають борг у дрібних залітних бандитів. У ході розбирання Семенов знову рятує життя Тучков і сам отримує поранення. Тучков у розмові з Максимовим висловлює сумнів у вині Семенова, але Максимов жорстко ставить його за місце і вимагає продовжувати розробку об'єкта. Допомагаючи своїй сусідці, яка стала жертвою медичного центру, який нав'язав їй кредит у банку «Пальміра», Семенов та Тучков потрапляють у полон до служби безпеки банку. Але Михайлов рятує друга, поставивши під загрозу поліцейську операцію з розробки банку, який «кришує» Арсеньєв. |
| 14 (76) | (Общак)               | Завдяки Максимову, який упевнений, що Семенов не вбивав Пастухова, Пашу звільняють з-під варти. Семенов потрібен Максимову на волі, щоб упіймати Архітектора. Максимов дає Семенову фотографію людини, чия ДНК повністю збіглася з її ДНК — це Семенчук. Максимов упевнений, що Семенчук живий і знає, що Паша — його син, тому щоразу його рятує, вбиваючи тих, хто загрожує Паші чи шантажує його. Кримінальний авторитет Пахом доручає Фоміну зберігати бандитський общак. Усі розуміють, що Хома — наступник Пахома, а це не влаштовує Байкалу. Він приходить до Арсеньєва і просить допомогти йому «звалити» Фоміна. |
| 15 (77) | (Внутрішні органи)    | Семенов упевнений, що Юля обманює його з Фомою, але вони обидва заперечують зраду. Хома розповідає Семенову, що має роман зі співачкою з ресторану, яку він випадково врятував від бандитів. Семенов не вірить у такі випадковості і просить Михайлова все дізнатися про цю дівчину. Михайлов з'ясовує, що співачка має підроблений паспорт, а сама вона давно в розшуку в Інтерполу. У главк приїжджає комісія, мета якої прибрати Любімова з посади за вказівкою зам. міністра МВС, однокашника Арсеньєва. Любимов розуміє, звідки вітер дме, і вимагає у Шубіна компромат на Арсеньєва. |
| 16 (78) | (Пастка)              | Веня продовжує ховатися. Ображені ним бандити приходять до матері Відня і вимагають продати квартиру в рахунок сплати його боргу. У відчаї вона звертається по допомогу до Семенову, але той відмовляє, бо впевнений у марності боротьби з «шістками», за якими явно стоять впливові люди. Тоді мати звертається за допомогою до Хоми. Юля, прийнявши за Веню схожого юнака та побоюючись за сина Сашка, приголомшує незнайомця пляшкою по голові прямо в супермаркеті. Хома допомагає звільнити Юлю, випередивши у цьому Семенова. Під впливом стресу, що затягнувся, Юля подає на розлучення і переїжджає в орендовану квартиру. Під час пастки Веня поранив Михайлова. |
| 17 (79) | (Приманка)            | Після розриву з Юлею та уникнення Фоміна Семенов залишається один. Раптом невідомі викрадають його та під тортурами намагаються змусити видати секрети Хоми. Семенов мовчить і вибирається з полону. Тільки тоді він дізнається, що це була перевірка, підлаштована самим Фомою. Колишні колеги звертаються до Семенова за допомогою. У районі одного за іншим почали розстрілювати таксистів. Усі жертви працювали в одному автопарку. Погодившись стати принадою для вбивці, Семенов затримує злочинця, який виявляється скривдженим сусідом на дачі власника автопарку. |
| 18 (80) | (Розлучення)          | Деніс Сомов за наказом Арсеньєва з допомогою найнятих гопників уночі у підворітті бить Тучкова. Семенов зустрічається в кафе з дружиною, щоб обговорити деталі розлучення. Він намагається відмовити її, але Юля тверда у своєму рішенні. У Василя в лікарні виникає версія, що його побили спеціально, щоб за відсутності Семенова прибрати від Хоми на час нападу. Тучков дзвонить із лікарні Семенову, щоб той попередив Фому про небезпеку. Але Семенов відмовляється що-небудь зробити, він тепер сам собою. Крім того, Фому охороняють надійні люди, яких особисто відбирав Семенов, тому боятися нічого. |
| 19 (81) | (Особою до лиця)      | Фома, Семенов і Юля рятуються від переслідування у заміському будинку. Хома пропонує Юлі виїхати з країни після того, як він вирішить усі проблеми. Семенов зустрічається з Арсеньєвим і повідомляє йому, що общак, «переведений» у діаманти, знаходиться не у Хоми, а у Байкалу. Арсеньєв здивований, що Семенов нічого не вимагає за таку цінну інформацію. Байкал попереджає Пахома, що якщо Хома «злився», то за товариш доведеться відповідати Пахому. У Пахома з'являється версія, що вся каламутна історія зі спільнотою може бути провокацією органів, щоб розсварити бандитів, і тому Хома йому потрібний живий і неушкоджений. |
| 20 (82) | (Летальний результат) | За результатами службової перевірки полковника Арсеньєва звільняють із органів внутрішніх справ за «розвал роботи у ввіреному підрозділі та втрату контролю над оперативним складом». На допиті Захаров зізнається Семенову, що просто хотів йому допомогти, вбиваючи тих, про смерть яких мріяв Семенов. Арсеньєв у ресторані передає голові комісії боротьби з корупцією Веселовському півмільйона доларів, щоб зберегти колишню посаду. Після отримання хабара Веселовського затримують. Арсеньєв задіяє всі свої зв'язки «у верхах», щоб не втратити посади. Любимов пропонує Арсеньєву написати рапорт про звільнення. Шубін пропонує Хомі угоду: забезпечення безпеки в обмін на інформацію про злочинний світ Пітера, адже Байкал уже виходить на волю, і йому загрожує небезпека. |

### Сезон 4
| № серії  | Назва | Опис серії |
| -------- | --- | --- |
| 1 (83)   | (Чорна смуга) | Після смерті Хоми на Невському починається кримінальне свавілля. Новий начальник УМВС Центрального району Маркін повертає на службу Михайлова на посаді свого заступника. У свою чергу, Михайлов рекомендує Любимову повернути в управління і Пашу Семенова. Той розповідає про цю пропозицію Семенчуку, який радить повернутись до поліції. Семенчук планує зробити з Семенова нового Архітектора і служба в органах може стати відмінним прикриттям. Але Паша відмовляється працювати із Семенчуком. |
| 2 (84)   | (Ліквідація) | Кримінальний авторитет на прізвисько Батя хоче зайняти місце Хоми на Невському. Для цього він викрадає Семенова, бо впевнений, що той знає, куди подівся бандитський товариш, довірений на зберігання Хомі. Семенова звільняє СОБР, але Батя загрожує знищити його та його сім'ю. Семенчук пропонує Семенову позбавитися Баті, але Семенов вирішує це зробити сам і мало не гине. Семенчук його рятує, убив усіх бандитів. |
| 3 (85)   | (Прийшов, побачив, переміг) | Семенів повертається до поліції посаду начальника угро і відразу ж розкриває серію квартирних крадіжок. Сомов незадоволений — він сам претендував на цю посаду і тепер бачить у Семенові конкурента. Тучков, якого призначили на посаду начальника УСБ главку, також проти призначення Семенова. Він вважає, що Паші з його кримінальним минулим нічого робити в поліції. Але Любимов за Семенова. У Юлі в магазині завівся дрібний злодюжка. Поліція не може його знайти, і Семенов просить одного зі знайомих Фоми — Макса — допомогти Юлі. Той привозить злодюжку до Юлі з переламаними руками. Юлі подобається такий підхід, а Максу сподобалася Юля. |
| 4 (86)   | (Нічча) | Семенов і Михайлов зіштовхуються з переділом кримінальної власності на Невському після смерті Хоми. Конфлікт між власником підпільного казино Самвелом та начальником ЧОПу Офіцером призводить до смерті двох охоронців. Семенов ініціює кримінальне розбирання між Самвелом та Офіцером, внаслідок якого обоє гинуть. Семенов запевняє Михайлова, що він ні до чого. Макс запрошує Юлю в бар «Три кабани» зустріти Новий Рік та згадати Фому. Юля погоджується. |
| 5 (87)   | (Останній бій) | Спортсмен-рукопашник Кирило Зайцев бере участь у підпільних боях без правил, щоб виправити фінансове становище сім'ї. Випадково, захищаючи перехожого, він вбиває нападника та ховається з місця злочину. Його розшукують Семенов з операми, але Зайцев здаватися не збирається — у нього незабаром вирішальний бій, а на коні величезний виграш. Семенову вдається затримати Зайцева, але той поранений у ногу і битися не може. Семенов вирішує битися замість нього. Макс приводить Юлю на бій без правил, де бачить на рингу Пашу, якого сильно б'є величезний противник. |
| 6 (88)   | (Судний день) | Син банкіра Мальцева збив на джипі жінку з дітьми та втік з місця ДТП. Його батько за допомогою адвоката Самохіна намагається відмастити сина від в'язниці. Невідомий вбиває адвоката та загрожує смертю банкіру, його синові та судді Маєвській, яка випустила хлопця на волю. Семенов підозрює, що це — архітектор, адже вбивця залишив на місці злочину літеру «А», і вимагає пояснення у Семенчука. Той розповідає Паші, що в нього є напарник, останній з його бойової групи — Ладигін. Михайлов з'ясовує в чоловіка загиблої жінки, що ділився своїм горем із сусідом. Михайлов вирушає до того додому і з'ясовується, що це Ладигін. У цей час Семенов дізнається, що за кермом джипа сиділа дочка судді Маєвської, і розуміє, що Ладигін тепер поїде вбивати її.                                                  |
| 7 (89)   | (Чорне та біле) | Семенова усувають від служби використання зброї під час нападу нею бандитів, і спрямовують до психолога Каті Савицької. Та підтримує рішення керівництва. Шубін дізнається, що бандит Лісовик планує розбирання зі своїм напарником, і, щоб попередити злочин, просить Сиркова організувати за Льошим спостереження. У Савицької наркомани крадуть сумку з документами, вона просить допомоги Семенова. Він знаходить злочинців, але під час затримання двоє з них гинуть. Катя шокований жорстокістю Паші і залишає своє рішення про усунення його від служби в силі. Лісовику з бандитами вдається втекти від Шубіна, вони захоплюють заручників у кафе. Туди приїжджає Семенов і дізнається, що Любимов наказав на штурм. У цей час у кафе проникає Семенчук, вбиває бандитів та залишає на стіні букву «А».           |
| 8 (90)   | (Вирок) | Поліція шукає невідомого рятівника. Семенов, звільнений від служби, повертається на ринг боїв без правил, щоб заробити нову машину. Випадково його фотографія потрапляє до Тучкова, який попереджає Пашу: якщо в поліції дізнаються, чим він займається, його одразу ж звільнять. Маркін вимагає у Михайлова, щоб той вигадав, як повернути Семенова на службу. Захаров нападає на Зав'ялова, в яку був давно закоханий, тій вдається втекти, важко поранивши його. Семенов знаходить пораненого Захарова. Захищаючись, Семенов убиває його, а пістолет викидає у воду. |
| 9 (91)   | (Проста формальність) | У ЗМІ повідомляють про зухвале вбивство Євгена Білорябова, одного з соратників загиблого Хоми. Незабаром з'ясовується, що в ролі кілера виступив Семенов, і завдяки його участі вдалося затримати замовника вбивства — конкурента Білоярова, який претендував на частину нерухомості Фоми. Глава фірми, в якій працює син Любімова, намагається скористатися ним як дахом для доставки до Петербурга контрабандного товару, але Любимов-молодший повідомляє батька, і контрабандистів затримують. Юля стає однією з трьох головних спадкоємиць стану Хоми. Авторитет Тагіл і його напарник з Пітера Шахтар, що прибув з Москви, намагаються змусити її відмовитися від своєї частки. Але Юля йде принцип: тепер проти неї весь кримінальний Петербург.                                                                    |
| 10 (92)  | (М'ясники) | На прохання знайомої повії Семенов прилаштовує у гарний салон дев'ятнадцятирічну Олю Ткаченко, яка недавно приїхала до Пітера. Шахтар загрожує Юлі та вимагає переписати спадок Фоми на нього. Юля розуміє, що їй потрібна охорона, але всі чопи відмовляються з нею працювати. Тоді Юля оформляє заповіт на користь держави. Троє собрівців після затримання небезпечного злочинця вирішують розслабитися на дачі та викликають Олю, понівечений труп якої Семенов з Окуньком знаходять уранці на околиці міста. Господиня салону дає контакти одного зі собровців. Їх затримують, але незабаром випускають під підписку про невиїзд. Справу, швидше за все, закриють і Семенов вирішує сам розправитися з «м'ясниками».                                                                                                 |
| 11 (93)  | (Жодних правил) | Вбито колишнього партнера Хоми Мохнатов, який займався перевезенням наркотиків на елітному таксі. Його замовив Ветренський, Саня Вітерець. Семенів шукає кілера. Зав'ялова у відпустці знайомиться з Панкратовим, якого бачить її зустрічати Михайлов. Він «пробиває» нового знайомого Маші з баз і з'ясовує, що той кримінальне минуле. Сашка б'ють у школі хулігани. Юля просить Єжова вирішити проблему. Семенчук вчить Семенова різним прийомам рукопашного бою. На здачі заліку з фізпідготовки Семенов вражає Михайлова своїм умінням. Зіставивши факти, той починає підозрювати друга у причетності до Архітекторів. |
| 12 (94)  | (Зникнення) | Щоб затримати Бегунова, отмывающего гроші кримінальних авторитетів, Семенов публікує оголошення продаж його ноутбука з усіма даними. На це оголошення клює основний партнер Бєгунова. Шаровар хоче позбавитися всіх акціонерів горілчаного заводу, але Юля відмовляється продавати свої акції. Тоді Шаровар влаштовує на Юлю замах. Шахтар, дізнавшись про це, наказує нейтралізувати кілерів і забороняє Шаровару чіпати Юлю. Семенов допомагає Юлі викупити всі акції та здати Шаровара поліції. Любимов хоче допомогти синові з роботою, але той зненацька зникає після візиту до батьків. |
| 13 (95)  | (Де мій син?) | Семенов і Михайлов займаються пошуками Жені, сина Любімова. Але знайти хлопця ніде не вдається. Семенов займається справою про викрадення дружини. Заявник Сергій допомагає йому вийти на слід Жені. Зав'ялова випадково збиває бомжа, на неї збираються порушити кримінальну справу. Михайлову вдається вирішити проблему, але Зав'ялової потрібно написати заяву про звільнення. На набережній знаходять труп, Любимов їде на впізнання. |
| 14 (96)  | (Петля) | Тарханов, директор фірми з продажу телефонів, що належить Юлі, вимагає її допомогти швидше провести товар через митницю. Коли Семенов дізнається, що Тарханов діє за вказівкою Шахтаря, він повідомляє про це знайомим поліцейським. З'ясовується, що в телефонах Тарханова — наркотики. Шахтар із Тархановим вирішили підставити Юлю. Ладигін випадково стає свідком пограбування сільського магазину та вбиває злочинців. Кассирша дізнається його за орієнтуванням. На затримання Ладигіна відправлено спецназ ФСБ. Семенчук просить Семенова допомогти йому витягти Ладигіна з оточення спецназу. Юля з ТВ-репортажу дізнається, що допомогла поліцейським запобігти постачанню в місто наркотиків. Шахтар, дізнавшись, що його план із Юлею не спрацював, вбиває Тарханова.                                          |
| 15 (97)  | (Супутні втрати) | Семенів не може вибачити Семенчуку смерть омоновців, яких убив Ладигін під час затримання. Семенчук передає кожній сім'ї загиблого по три мільйони рублів. Михайлов розслідує вбивство жінки та пограбування її квартири наркоманами, один з яких представився дільничним. Сомов дізнається, що наркоману Корнілову дав форму колишній опер главку Паленка. Той самий, якого Сомов свого часу підсадив на наркотики. Шахтар починає вбивати конкурентів, аби отримати абсолютну владу у місті. Сирков разом із Арсеньєвим вигадує схему, як зупинити Шахтаря. |
| 16 (98)  | (Я все про вас знаю) | Повернувся з-за кордону Гартман, колишній фінансовий консультант Хоми, шантажує Юлю, вимагаючи в неї половину спадщини Фоміна. Шубін після звільнення з органів важко знаходить роботу охоронця в нічному клубі. Побачивши там двох злочинців, котрих давно розшукують обласні поліцейські, він їх затримує. Начальство клубу незадоволене його діями. Кельт і Свая за наведенням Гартмана готують чергове пограбування компанії Юлі, але Семенов обчислює їхнє місцезнаходження і під час затримання вбиває. Семенов вирішує розправитися з Гартманом, але той уже убитий. Це зробив Шаровар. Шаровар показує Юлі фото вбитого Гартмана та пропонує дружбу та співпрацю. Юля погоджується. |
| 17 (99)  | (Бійня) | Білорябов збирається з вагітною дружиною залишити країну, щоб уникнути майбутнього кримінального переділу. Святського призначають на місце Шубіна у главку. Генерал Сирков доручає йому взяти контроль за бізнесом успішного підприємця Виноградова, друга Михайлова. В одному з кафе міста наркоман з автомата розстрілює відвідувачів, тяжко поранений і Білорябов. Слідство вважає, що саме він був метою злочинців. Семенов виходить на слід кілерів та з'ясовує, що Білорябова замовила дружина. Тоді Семенов сам убиває злочинців, залишаючи поряд із снайперською гвинтівкою букву «А». |
| 18 (100) | (Посередник) | Віра Любімова не втрачає надії знайти сина і обіцяє заплатити п'ять мільйонів рублів тому, хто допоможе. На оголошення відгукується колишній спільник Хоми на прізвисько Репа. Він звертається до Семенова та розповідає, що Женю вбили автопідставники. Семенів із Тучковим з'ясовують, що Репа лише посередник, інформація про автопідставників — фальшивка, а здирником є опер Кіслов. Любимов знаходить Шубіна і просить його знайти сина. |
| 19 (101) | (Концерт для самотнього слухача) | Юля, ставши директором правління однієї з банків, де Шахтар зберігає кошти, блокує його рахунки. Шахтар викрадає Семенова, щоб шантажувати Юлю. Шаровар радить Юлі вирішити питання із Шахтарем. Під час затримання небезпечного злочинця Сомов ушкоджує дорогу машину адвоката Гальперіна. Той у помсту ініціює проти Сомова кримінальну справу щодо вбивства Паленка, змусивши мати Паленка змінити свідчення. Юля через Шаровара наймає кілера на прізвисько Музикант, той убиває Шахтаря. Єжов розповідає Паші, що смерть Шахтаря — справа рук його колишньої дружини. |
| 20 (102) | (Зрозуміти, пробачити) | Бєлоногів просить Семенова допомогти своїй засудженій дружині. Той відмовляється. Шубін на прохання Любімова розслідує зникнення його сина і виходить на авторемонтника Гнуса, колишнього засудженого, який перебуває у федеральному розшуку. Вийшовши з в'язниці, рецидивіст Бурлак розшукує Шаровара, який його кинув дев'ять років тому. Життя Шаровару та Юлі рятує Єжов, але сам він тяжко поранений. Семенов вирішує під виглядом Архітектора вбити Шаровара. Арсеньєв, дізнавшись, що Сирков поставив на нього прослуховування, починає вести подвійну гру. |
| 21 (103) | (Операція) | Семенов дізнається, що Єжову необхідна дорога операція Німеччини. Він просить грошей у Юлі, але та відмовляє в неї самої проблеми. Троє злочинців у масках грабують фірму, яка займається чорним готівкою. Директор фірми Архаров просить Маркіна за певний відсоток допомогти знайти гроші. Маркін змушує Михайлова всі сили відділу кинути на пошуки злочинців і, головне — грошей. Семенів на одній із камер спостереження, встановленої навпроти фірми, бачить знайомого собровця. |
| 22 (104) | (Зустріч старих друзів) | Музикант починає вбивати співробітників ФСБ, які працювали у справі Архітектора, і залишає дома вбивств букву «А». Паша звинувачує Семенчука в тому, що це їхня з Ладигіним робота. Семенчук доручає Ладигіну знайти кілера-наслідувача. Під час підготовки операції із захоплення цеху нелегальної алкогольної продукції Семенов виявляється під дулом Музиканта, йому дивом вдається врятуватися. Він описує Семенчуку зовнішність кілера, і той дізнається у ньому старого бойового товариша. Вбито інформатора Шубіна, якого він просив дізнатися про Дружину Любимову. |
| 23 (105) | (Група розформована) | Семенчук отримує наказ ліквідувати московського бізнесмена Андрія Черданова, який займається нелегальними постачанням зброї та наркотиків. Семенчук відмовляється його виконувати, і тоді Черданова та його охоронців, включаючи начальника охорони Новікова, вбиває Ладигін, залишивши на стіні мітку «А». Марія Зав'ялова успішно справляється з першою справою як адвокат: домагається виправдувального вироку для шахрая Скачкова. Михайлов просить Зав'ялову захищати Дениса Сомова. |
| 24 (106) | (Гроші вирішують все) | Музикант вимагає, щоб Семенов здав йому Семенчука. Колись на завданні він, попри наказ, врятував тому життя, втративши звання і нагороди. Тепер Музикант хоче виправити помилку. Семенов розповідає про все Семенчуку. Дружина Білорябова просить чоловіка забрати її із в'язниці, їй скоро народжувати. Білорябов влаштовує втечу. Вони ховаються на квартирі, ключі від якої є у Семенова. Паша знаходить подружжя, але Білорябов умовляє їх відпустити. Шубін обчислює підозрюваних у вбивстві Жені Любімова. Любимов передає справу Тучкову, який заарештовує злочинців. Семенчук домовляється про зустріч із Музикантом, але коли той сідає у машину, Семенчук її підриває. |
| 25 (107) | (П'ятнадцять хвилин) | Семенчука знаходять надворі непритомний і відправляють у лікарню. З'ясовується, що водій встиг залишити машину до вибуху. Семенов хоче повідомити про це Семенчука, але не може знайти. Ладигін розповідає, що той у лікарні під охороною ФСБ. Михайлов на камерах відеоспостереження з місця вибуху машини бачить Семенчука, радиться з Пашею, але той пропонує поки що інформацію приховати. Тоді Михайлов встановлює за Семеновим приватне стеження. Ладигін організує втечу Семенчуку з лікарні, але в машині, де Паша повинен його привезти, встановлено вибуховий пристрій. Семенчук розуміє, що Ладигін хотів підірвати їх із Семеновим. |
| 26 (108) | (Адреналін) | Щоб убити Ладигіна, Семенчук радить Паші взяти відпустку. Михайлов погоджується його підписати, якщо Семенов знайде злочинця, який збиває людей на пішохідних переходах. Віра та Любимов їдуть на місце виявлення трупа їхнього сина, де злочинці розповідають, що його машину вони продали комусь у Твері. Але машина Жені давно знайдена і знаходиться на стоянці главку. Любимов доручає Тучкову перевірити цю інформацію. Семенов обчислює гонщика, але з'ясовується, що на його машині збивав людей інша людина на прізвисько Шумахер. Тучков у Твері дізнається, що машина тільки схожа на машину Жені Любімова, а рештки вбитого належать іншій людині. Віра та Любимов втрачають надію знайти сина. |
| 27 (109) | (Останній Архітектор) Музикант викрадає сина Семенова і вимагає, щоб той убив Семенчука, інакше його син помре. Михайлов із Кундряковим у цей час розслідують серію викрадень та вбивств підлітків, вони впевнені, що ці бандити й викрали Сашка. Начальник групи Архітекторів наказує Ладигіну ліквідувати Семенова та Семенчука. Прийшовши до квартири Семенчука, Ладигін бачить Пашу, який прийшов убити свого вчителя. Паша розповідає Ладигіну про викрадення сина і той обіцяє допомогти. | |
| 28 (110) | (Почуття гумору) | Михайлов намагається з'ясувати в Семенова, як це вдалося врятувати сина, але Паша запевняє, що вони просто посварилися, і Сашко не приходив додому. Але Михайлов не вірить другові. Юля повідомляє Семенову, що незалежного аудитора, якому вона замовила перевірку документів, убито. Вона просить Пашу допомогти. Зав'ялова шукає гроші, щоб врятувати Сомова, але на зустрічі на Зав'ялова вже чекають ФСБшники, щоб заарештувати. Семенов рятує Зав'ялова, але його самого вже чатує Техас. У перестрілці Семенов його вбиває. Юлю заарештовують за шахрайство в особливо великому розмірі. Виявляється, тепер її капітали перейдуть на підставні фірми Арсеньєва. Михайлов передає знайдений запис із відеореєстратора Тучкову та повідомляє, що знає, як знайти Архітектора.                                        |
| 29 (111) | (Велика гра) | Маркін пропонує Юлі передати всі гроші державі, інакше вона проведе у в'язниці десять років. Та погоджується та підписує всі необхідні документи. Семенов вимагає у Шаровара, щоб той з'явився в поліцію та розповів, як підставив Юлю. Але Шаровар переконує Пашу, що він сам у небезпеці, а провокацію проти Юлі вигадали Арсеньєв із Сирковим. Тучков із генералом ФСБ Мельниковим розробляють план, як за допомогою Шубіна зловити вбивць Жені Любімова. Але їхній план провалюється. Тоді Любимов вирішує сам розправитися із убивцями. Семенов приїжджає до Арсеньєва, вимагаючи, щоб той урятував Юлю. Але на цей момент Сиркова заарештовують. Арсеньєв запевняє Пашу, що то була секретна поліцейська операція. Любимов їде до вбивць сина, але бачить, що вже мертві, але в стіні намальована буква А.          |
| 30 (112) | (Справжній Архітектор) | У петербурзькому ресторані син підприємця Саричев розстрілює всіх відвідувачів та офіціантів. Під час затримання він кричить поліцейським, що йому нічого не буде за це. І справді, другого дня його випускають із СІЗО під домашній арешт. Семенов зустрічається із Семенчуком і каже, що готовий покарати злочинця. Юля прощається з Семеновим і їде до сина до Англії. У цей час до Петербурга повертається Максимов, який готує операцію з упіймання Архітектора. Любимов змушений піти з посади начальника главку. На його місце приходить Арсеньєв. Семенів їде вбивати Саричева, але там на нього чекають спецназ і Максимов із генералом Мельниковим. Виявляється, бійня в ресторані була інсценуванням, щоб виманити архітекторів. Семенова рятує Семенчук, але сам отримує кулю та просить, щоб Паша його вбив. |

### Сезон 5
| № серії  | Назва                            | Опис |
| -------- | -------------------------------- | --- |
| 1 (113)  | (Одинак)                         | Майор Семенов дізнається, що бандити на чолі із Саймоном планують викрадення підприємця Широкова. Він розробляє операцію, але, не встигнувши узгодити її з Михайловим, діє поодинці. Користуючись зовнішньою схожістю з Широковим, Семенов займає його, і бандити його викрадають. Генерал Арсеньєв приходить із пропозицією до кримінальних авторитетів міста: щоби продовжити вести справи, ті повинні йому платити. Авторитети не хочуть мати справу з Арсеньєвим. Тоді за його наказом загін поліції розстрілює кортеж Хмурого, імітуючи опір під час затримання. Михайлов і полковник Маркін обурені поведінкою Семенова — через те, що він не оформив операцію належним чином, суддя виправдовує Саймона та його напарників. |
| 2 (114)  | (Привіт із того світу)           | Здогадуючись, що Юля щось приховує, Семенов просить знайомого експерта провести неофіційну експертизу знайденого в неї телефону. У місті з'явилася банда викрадачів мотоциклів. Однією з її жертв стає зять заступника глави адміністрації губернатора. Полковник Маркін дає операм три дні на розшук банди. Семенов звертається до старого знайомого дядька Грицька. Михайлов, все ще злившись на Семенова, вирішує діяти без нього. Він досі не розуміє, чи можна йому довіряти… Генерал Мельников збирається до Москви на доповідь у справі архітекторів. Оскільки нового матеріалу немає, Максимов пропонує допитати Семенова з пред'явленням доказів. |
| 3 (115)  | (Закони вулиць)                  | Михайлов намагається освоїтися з новим місцем роботи. Сенсів та Кудрень підозрюють, що Михайлова відправили до їхнього району для збору компромату. Бізнесмен Олег Ласковий заявляє, що бандити вимагають гроші. Семенов дізнається, хто ці злочинці, і збирається затримати їх під час передачі грошей, але операція зривається. Володя Шубін, охоронець у приватному котеджному селищі, вступає в конфлікт з розпещеними багатіями, що живуть там. Помітивши на дорозі незнайому машину, він підходить дізнатись, хто там. У машині виявляється генерал Любимов, який приїхав відвідати Шубіна та запропонувати йому співпрацю у боротьбі з Арсеньєвим. Шубін відмовляється. Сенсів вирішує позбутися Михайлова і «замовляє» його знайомим злодіям. |
| 4 (116)  | (Мертвець)                       | Деніс і Льоня розслідують крадіжку великої суми грошей із сейфу підприємства. Підозрюваний — охоронець Дмитро Артемов. Адвокатом Артемова за призначенням стає Зав'ялова, яка доводить у суді, що він невинний. Артемова відпускають під підписку про невиїзд. З'ясовується, що до крадіжки може бути причетна прибиральниця, син якої нещодавно звільнився. Кримінальний світ міста незадоволений «воскресінням» Фоми — всім було б краще, якби воно було мертвим. Пізно ввечері біля ресторану на очах Семенова Фому розстрілюють, але Павло з'ясовує, що загинув двійник Фоміна. Семенов з'ясовує особистість кілера: це Олексій Брітов на прізвисько Бритва. Замовником вбивства є авторитет Монах. |
| 5 (117)  | (Захисний рефлекс)               | Михайлов з операми затримує банду паліїв машин. З'ясовується, що злочинці працюють на Сандро, який контролює овочевий ринок. Фомін хоче швидше вийти із СІЗО і для цього зустрічається з адвокатом Гальперіним. За їхньою версією, вбивство бандитів на дачі Фоміна було самообороною. Адвокат обіцяє, що найближчим часом знайде спосіб звільнити Фому. Гальперін отримує гонорар за роботу, але на нього нападають і крадуть портфель із грошима. Семенов припускає, що злочинці працювали з наведення. Шубін цікавиться у Тучкова, чи УСБ щось робитиме з Арсеньєвим. Він натякає, що є спосіб вирішити питання із генералом без санкції Москви. Арсеньєв зупиняє машину Гальперіна і заявляє, що Фомін не повинен вийти на волю. |
| 6 (118)  | (Смертний вирок)                 | У заміському будинку вбито бізнесмена Шахровського разом із охороною. Камера зняла обличчя злочинця — Сергій Батніков, який працював на Фоміна. Однак Семенов не вірить, що Батніков, колишній офіцер спецназу, пішов на вбивство на замовлення. Маркін приєднує Семенова до розслідування, тепер він допомагатиме Михайлову, Смислову і Кудреню. Фомін вимагає від свого нового адвоката Зав'ялової швидкого результату. Зав'ялова пропонує Семенову виступити свідком. |
| 7 (119)  | (Тиша)                           | У центральному районі вбито вуличного музиканта Дмитра Нефьодова. Опера перевіряють інформацію та розуміють, що ворогів у нього не було, зв'язків із кримінальним світом теж. Відсутність свідків ускладнює роботу поліцейських. Любимов зустрічається з Тучковим і Шубіним і розробляє план, як усунути Арсеньєва. І тому вони вирішують знайти агента серед ближнього оточення генерала. Тучков пропонує цю роль полковника Стрельцова. У цей час Стрільців із командою СОБРу проводить облаву у клубі Горинича. Його мета — гроші Горинича. Той погоджується заплатити… Горинич передає гроші Стрєльцову. Виявляється, цю зустріч фіксували на відео, купюри мічені, а операцію спланував Тучков. Проте він не пред'являє Стрельцову постанову про затримання… На Невському проспекті вбивають ще одного вуличного музиканта…                                                                                        |
| 8 (120)  | (Сезон полювання)                | Михайлову сподобалася Інга Крилова — новий слідчий центрального району. Він намагається підлаштувати зустріч із нею, а Семенов, розкусивши план Андрія, жартує з нього. Тим часом убивають професора мистецької академії Ігоря Андріянова. Під час огляду місця події Крилова знаходить на стіні квартири цвях і стверджує, що він допоможе розкрити справу. Зав'ялова не знає, що ще можна зробити, щоб закрити справу Фоміна, якого звинувачують у навмисному вбивстві кількох людей на дачі. Фомін пропонує суд присяжних. Зав'ялової спадає на думку ідея використати начальника охорони Байкалу… Опера, перевіривши камери відеоспостереження біля будинку вбитого професора, виявляють на записі Фоміна, який заходив до нього незадовго до злочину. Семенов їде до Фоміна, щоб дізнатися про його зв'язок із вбивством.                                                                                          |
| 9 (121)  | (Світ, у якому живемо)           | На Михайлова роблять напад біля кафе, де він зустрічався з Криловою. Полковник Маркін попереджає Михайлова, що особисто з ним розбереться, якщо Андрій ще раз побачиться з Інгою. Маркін боїться, що з його дочкою може щось трапитися, якщо вона буде поруч із Михайловим. Боровий дає свідчення слідчому Бойку, які підтверджують слова Фоміна, що його дії на дачі були самооборонними. Тучков проводить операцію із затримання перевертня у погонах. На місце затримання приїжджають журналісти та вимагають від Арсеньєва коментарів. Генерал незадоволений тим, що Тучков не погодив свої дії з керівництвом і вирішує провчити підполковника. Семенов зі своїми операми виходить слід бандитів, напали на Михайлова. З'ясовується, що метою злочинців був не підполковник, а Інга. |
| 10 (122) | (Я можу тобі вірити)             | На зустрічі із Семеновим колишній генерал ФСБ Мельников пропонує Павлу зайняти місце Семенчука та стати новим Архітектором. Семенов відмовляється, але Мельников загрожує компроматом та передає фотографію Максимова. Термін виконання завдання — три дні. Тим часом суд виправдовує і відпускає на волю злочинця на прізвисько Кореєць. Шубін, який займався справою Корейця, обурений вироком і знову розчаровується правоохоронною системою. Зрозуміло, що Кореєць підкупив суд присяжних. Увечері Кореєць зі своїми бійцями відзначає у клубі визволення. Вони випивають, розважаються із дівчатами. До клубу заходить чоловік у масці, дістає пістолет із глушником і розстрілює Корейця та його бійців. |
| 11 (123) | (Особисте прохання)              | Пільна сусідка чує крики з квартири навпроти, та був бачить хлопця, що вибігає звідти, з сумкою в руках. Поліцейські, що прибули на місце злочину, застають Олексія Рябова, який ридає над тілом убитої дружини Олени. Окрім жінки, у квартирі знаходять труп Тетяни Короленко, матері Олени. Михайлов з'ясовує, що у квартирі поверхом вище працює бригада трудових мігрантів із Білорусії, одного з яких упізнала сусідка. Михайло Тишкевич стає підозрюваним у подвійному вбивстві. Семенов подає начальнику рапорт, у якому повідомляє, що полковник УФСБ Максимов чинить на нього тиск. |
| 12 (124) | (Вакцинація)                     | Семенов займається серією пограбувань у місті. Злочинна банда на машині Швидкої допомоги приїжджає додому до пенсіонерів, робить укол снодійного під виглядом безкоштовної вакцинації від коронавірусу, а потім грабує квартиру. Хома проводить ніч у Зав'ялової. Вона хоче продовження роману, але Хома нагадує, що Зав'ялова — його адвокат. Михайлов займається затриманням господарів підпільних борделів, що затопили місто. Один бордель йому вдається прикрити, Хома дає Михайлову наведення на наступне постачання «живого» товару… Бекас відмовляється платити Хомі гроші за землю, де Бекас будує вдома. Через деякий час Бекаса вбивають, а його люди починають працювати на Фому. |
| 13 (125) | (Перше січня)                    | 31 грудня. У той час як у «Трьох кабанах» Хома влаштовує бенкет для своїх наближених, Паша Семенов у костюмі Діда Мороза проводить затримання підозрюваного прямо в його домі. Наступного дня до поліції із заявою про зникнення чоловіка звертається Тамара Кранцова. Довірившись Семенову, вона повідомляє, що той напередодні приїжджав у «Три кабани» і вітав Фому з Новим роком, після чого зник. Михайлов прибуває на черговий виклик і бачить, що зустріч Нового року для однієї компанії закінчилася плачевно: хтось розстріляв п'ятьох людей з мисливської рушниці прямо під час галасливого застілля. |
| 14 (126) | (Вирок)                          | Двоє відморозків, Чупа і Сироп грабують надворі бізнесмена Макарова, але Чупі мало годин і кілька тисяч з його гаманця, і він вбиває чоловіка, вирішивши викрасти заразом та її машину. Оперативники на чолі з Семеновим проводять операцію із затримання злодіїв-домушників. У цей час недоречно з'являється адвокат Зав'ялова, яка дізналася в оперативнику старого знайомого, який працює під прикриттям. Хома пропонує співпрацю чиновнику Сергію Лапіну, який претендує на місце вбитого Мурашова. Лапін не збирається працювати з Фомою та звертається за допомогою до авторитету Ревазу, який обіцяє «закрити» Фому на час проведення тендеру. До здійснення свого плану він залучає відморозка-наркомана Чупу. |
| 15 (127) | (Гра з вогнем)                   | Маша домагається заміни реального терміну Фоміна на умовний. Реваз дізнається, що Фому випустили із СІЗО, а значить, перемога у тендері для нього під питанням. Арсеньєв попереджає Фому — якщо він вирішить мстити Ревазу, він знову повернеться до СІЗО. Московське керівництво вирішує провести у відомстві Арсеньєва позапланову перевірку, щоб звільнити. Хома за велику суму домовляється з головою комісії про те, що у роботі ГУ МВС буде знайдено серйозні порушення. Незабаром на двох поліцейських з-поміж перевіряючих на вулиці нападають невідомі з бітами… Група Михайлова готується до відкриття нового торгового центру. Наказ начальства простежити, щоб відкриття пройшло без НП. Семенов із Михайловим з'ясовують, що Горинич на прохання Хоми підклав під одну з машин на парковці бомбу… |
| 16 (128) | Чуже життя                       | Семенов iз групою пiдтримки затримуе продавця зброi Суслова, який проходитъ у справi iз замовного вбвивства на Ливарному. Пiзнiше Суслова забирають спiвробiтники ФСБ оскiлъки справа про замовне вбивство i про вибух у торговому центрi прокурор вирiшив об`эднати. Суслов здав замовника вибухового пристрою- Горинича. Горинича оголошуютъ у розшук. Фомин наказуэ своiм людям знайти його ранiше за полiцiю, але Семенов його випереджае. Пiд час перестрилки Семенову та Гориничу вдаэтъся непомiтно покинути готелъ. Вiра, дружина Любiмова прiжджаэ до Наташi, пропонуэ допомогу, проситъ про зустрiч iз онуком, але Наташа вiдмовляэтъся. |
| 17 (129) | Вдова Архiтектора                | За умовами дострокового звiлънення Хома повинен ходити в органи УФСIН. Зав`ялова просить його побут обережнiше. Колектори продвжуютъ докучати Наташi, i тiлъкi поява Любiмова рятуэ ii вiд великих проблем. Любимов звертаэтся за допомогою до Тучкова. Семенов отримуэ нове завдання- знайти та затримати нещодавно приiхала в мiсто кiлера Тетяну Смирнову, вiдому пiд кличкою Вдова Архiтектора. Горюнов погоджуэтся на угоду зi слiдством, але заявляэ що назве замовника пiд час перевiрки показанъ дома. |
| 18 (130) | Окреме доручення                 | Група Семенова розслiдуэ справу про вбвивство Юрiя Куварiна. Його батъко Вiктор- колишнiй спiвробiтник полiцii, хороший знайомi Арсенъэва. Справа здаэтъся гранично простою: э i свiдок злочину, i знаряддя- нагородний пiстолет, i пiдозрюванi- Олександр Гришанов. Семенову залишаэтся лише встановити мотив злочину та знайти Гришанова. Погрозi з боку колекторiв Наташi продовжуютъся. Вона збираэ речi та ховаэтъся, ii телефон недоступний. Хома зустрiчаэтъся с Вдовою Архiтектора, яка приiхала до Питера на його замовлення. Вiктор Куварiн проситъ Фому знайти Гришанова... Шубiн знаходитъ Наташу i привозитъ ii замiсъкий будинок Любiмова. Вiн з`ясовуэ, що борги Наташа заробила, граючи у казино. |
| 19 (131) | Це Пiтер, дитинко!               | Троэ засуджених звiлъняютъся вiд конвою, влаштовують перестрiлку у залi суду та берутъ у заручники суддю, спiвробiтникiв УФСВП та Iнгу. Свiдком НП стаэ Михайлов. Маркiн пропонуэ ступити зi злочинцями у переговори i затримати iх у менш людному мiсцi. Арсенъэв вирiшуэ брати будiвло штурмом. Михайлов повiдомляэ Семенову, що вiн у будiвлi суду. Семенов вирiшуэ проникнути туди через пiдземний люк... Охоронец Хоми росповiдаэ Ревазу, що Хома ,, замовив" його Вдовi Архiтектора. Люди Ревазу ii викрадают але Семенов звiлъняэ... Михайлов вирiшуэ вручити Iнзi на денъ народження дорогу iномарку, але вона не приймаэ подарунок. Юля iз сином прiжджае у справах до Пiтера, але у Семенова немае часу поспiлкуватися iз Сашкою. |
| 20 (132) | Юля                              | На набережнiй Неви знаходятъ труп бiзнесмена Туполэва та велику суму грошей у його машинi. Першим на мiсцi злочину виявляеться генерал Арсенъев i забираэ букву А залишену вбивцею. На пошуки злочинця Маркiну дають добу. Максимов попереджаЗ Семенова, що вiн повинен забути про операцiю, свiдком якоi мимоволi став, а також Тетяну Белову. Фома вимагае вiд свого началъника охорони негайно знайти кiлера, який стрiляв у нъого i Юлю. Юля заявляэ Семенову, що батъко Сашка не вiн. |
| 21 (133) | Батъко та син                    | Хома впевнений, що кiлера, який стрiляв Юлю, найняв Реваз, i вирiшуэ особисто з ним розiбратися. Репортери дошкуляютъ Семенову та Сашу питаннями про Юлю. Слiдчий Бойко, який веде справу Юлi, вирiшуЗ органiзувати перевiрку показання Фоми та Семенова на мiсцi, впiймавши iх на протирiччях. Хома стверджуЗ, що стрiляли у Семенова, Семенов упевнений що стрiляли у Фому. |
| 22 (134) | Бiла смерть                      | Михайлов затримуЗ бандитiв, якi намагалися збут у мiстi велику партiю, паленого, кокаiну. СтрЗлцов, що курируЗ, наркоторговцiв, не хоче, щоб товариш пропав i замiстъ знищення пускати наркотики на продаж. Вiд шкiдливих домiшок починають гинути люди. ОднiЗю з жертв стаЗ повiя, яку Фомiн зняв у клубi. З` ясовуЗтъся, що господар клубу- Реваз. Семенов виходить на слiд автомата, з якого стрiляли в Юлю. |
| 23 (135) | Особистий мотив                  | Група Семенова розслiдуЗ справу про зг`валтування Лариси Юхимовоi. З` ясовуется, що це вже не перший випадок, коли на злочинця одягнена полiцейска форма, а дiвчатами вiдмовляютъся писати заяву. Пiдозрюваним стаЗ нещодавно звiлънений iз ув` язнення, колишнi полiцейсъкий Зосимов. Капiтан Бэлова вирiшуэ ловити маняка на живця, а страхувати ii повинен Семенов. Полiцейсъкий патрул пiд час рейду знаходитъ у рюкзаку к Сашка пакет iз наркотиками. |
| 24 (136) | Об`Зктивнiсть та неупередженiсть | Хома повiдомляэ Михайлову, що за мiстом бандити вимагають грошi у бiзнесмена Тарасова, а потiм уб`ють його. Михайлов встигатиме врятувати Тарасова. Хома проситъ Михайлова про послугу у вiдповiдъ: витягне з колонii Карелii рецидивiста на прiзвисъко Саймон. Семенов з Денисом i Лъонею затримують гарячими слiдами Грязновсъкого, який скоiв розбоi. Але слiдчий Стрекалов за хабар вiдпускаЭ його пiд пiдписку про невиiзд. УСБ затримуэ Стрекалова на мiсцi злочину. Сашко не вiритъ, що батько зможе залагодити його кримiналъну справу щодо пiдкинутих наркотикiв. Зав` ялова пропонуэ Семенову допомогу, але вiн вiдмовдяЭтся. На проiзд Михайлова Саймона везуть до Пiтера для проведення слiдчих дiйств. Дорогою його викрадають люди Фоми. |
| 25 (137) | Особливе завдання                | До мiста приiхав бiзнесмен Строiлов, який перебуваэ у розшуку за шахрайство в особливо великому розмiрi. Через деякий час Семенову вдаэтъся його знайти, але несподiвано з` явився Хома, перешкоджати затриманню. Эжов направляэ пiстолет на Семенова. Слiдчий Попов допитуэ Сашка у справi про наркотики. Як адвокат виступаэ Зав`ялова, iй вдаэтъся знайти у справi порушення та нестиковки. Слiдчий розумiэ, що посадити Сашка буде складно, i разом зi Смисловим вигадуэ новый план: людина Смислова, Антон Кочетов збиваэ на машинi Зав` ялову... Тучков допомагаэ фiнсъкiй полiцii затримати банду злочинцiв i по дорозi назад зустрiчати Шаровара, бiзнесмена, який працював на Арсенъева. Вiн може дати свiдчення на генерала, але для цъого необхiдно переконати його, що повернутъся до Росii. |
| 26 (138) | Я тебе ненавиджу                 | Антона оголошуютъ у розшук у св`язку iз замахом на Зав`ялову. Смыслов обiцяэ вивезти його в тихе мiсце та сховати. Антон здогадуЗтся, що його хочуть вбити, i втiкаэ. У пошуках допомоги Антон приходить до Микити, але вони сваряться i Антон випадково вбиваЭ друга. Сашко бачить по телевiзору орiэнтування на Антона, i розумiэ, що це вiн пiдкинув йому наркотики. Семенов прощитъ Фому знайти Антона, щоб той дав свiдчення на захист Сашка. Бэлова попереджаэ Михайлова про злочини Смислова. Михайлов намагаэтъся затримати його, але Смислiв стрiляэ в Михайлова та ховаэтся. До Арсенъэва приходить Шубiн i розповiдаэ, де ховаэтся Шаровар. Арсенъэв наказуэ Стрел`цову вирiшувати питання. |
| 27 (139) | Заповiт Архiтектора              | Архiтектор даэ Шубiну нове завдання. Побачивши фото, Шубин вiдмовляется виконаэ наказ. Однак Архiтектор зневiряэ, що вибору у нъого немаэ. Семенов зустрiчаэтся з Лаврентъэвою, яка даэ йому вiзитiвку нотарiуса та розповiдаЭ, що Семенчук йому щосъ заповiв. Реваз повiдомляэ Фоме, що замовник вбвивства- бiзнесмен з Тверi. До Сашка Семенова пристаютъ пiдлiткi. Зав`язуЗтся бiйка, в резулътатi Сашко потрапляэ до полiцii. Окунъко його прикривати, але просити Семенова поговорить iз сином, щоб вiн зайвий раз не виходив iз дому. Коли Семенов привозить Сашка додому, вiн зустрiчаЭ Бэлову. Вона каже, що замовлення на вбивство прийшло з Тверi. |
| 28 (140) | Пострiл на поразку               | У спалъному районi силъно випив Эфiмов б`э свою дiвчину Катю. Iй вдаэтъся викликати полiцiю, але наступного дня Ефiмова вiдпускають. Вiн погрожуЭ помститися. Сомов i Маркин затримують банду викрадачiв автомобiлiв. Незабаром Сомов бачитъ iнтерв`ю з Маркiним, де той росповiдаэ про затримання, але про нъого не згадуЭ жодного слова. Ватажок банди Брiд залишився на свободi i винен грошей кримiналъному авторитету Уфе. Так як грошей у Броду немаЭ, вiн вирiшуэ вiдiбрати iх у Эжова, став господарем ,,Тръох кабанiв''. Эжов дзвонить Семенову. Любимов i Тучков переконують Шаровара дати свiдчення на АрсенъЭва. Той погоджуЭтъся, але за умови, що йому обезпечать охорону. Любимов та Тучков звертаютъся за допомогою до Семенова. Бэлова приходить до Марини Козловоi, господинi борделя, забезпечила алiбi Семенову. Бэлова не вiрити в ii свiдчення и хоче з` ясувати, чим Семенов займався насправдi. |
| 29 (141) | Лiгво                            | Полiцейсъкi Громiлiн та Крабов зустрiчаються з бiзнесменом Потээвим i вимагають грошей, погрожуючи пiдкинути зброю чи наркотики. Момент передачi грошей знiмати на камеру блогер Щукiн. Полiцейсъкi його помiчають та вбивають. Семенова усувають вiд служби на час перевiрки за фактом смертi Эфiмова. Семенов та Зав`ялова приходять на допит до Попова. Слiдчий налаштований негативно, вiн незадоволений, що не мiг посадити Сашка. Михайлов повертаЭтся на службу пiсля поранення. Окунъко, який зiбрався на пенсiю, пропонуЭ Михайлову зайняти його мiсце. Колишнi водiй Фомiна Кирило вимагаЭ з Михайлова грошей за мовчання- у нъого Э записи його переговорiв iз Фомою. Громiлiн та Крабов вiдпочивають iз колегами в саунi. Один iз полiцейсъких наводить у сауну повiй, серед яких Бэлова, яка працюЭ пiд прикриттям.                                                                                        |
| 30 (142) | Затримання                       | Семенов i Максимов знаходять у квартирi Семенчука ноутбук. Максимов вводить паролъ ,, Архiтектор", але вiн виявляЭтъся невiрним, i ноутбук вибухаэ. У централъному районi кiлер вбиваЭ бiзнесмена Бикова. Справу розлiдуютъ Сомов та Кундряков. Вони з`ясовують, що Биков ранiше працював з Фомiним. АрсенъЭв дiзнаЭтъся вiд своэi людини в Москвi, що його не збираються переводити до столицi, бо генерал так i не спiймав Архiтектора. Катя, дiвчина Эфiмова, даэ iнтерв`ю журналiстам, в якому просити покарати Семенова та Михайлова. Харитонова просить Любiмова органiзувати iй зустрiч iз Шароваром. Iй треба допитати його та вирiшити, чи можна почати працювати за Арсен`эвом. Любимов доручаЗ Семенову органiзувати зустрiч. Про мiсцезнаходження Шаровара дiзнаЭтъся Стрэлцов... |

### Сезон 6
| № серії  | Назва                               | Опис |
| -------- | ----------------------------------- | --- |
| 1 (143)  | Недоторканність                     | Семенов потрапляє до СІЗО. Керівництво дає йому завдання з'ясувати, де схованка з грошима у його співкамерника, колишнього слідчого. Шахров, помічник депутата Держдуми Харитонова, збиває на дорозі співробітника ДПС. Справа отримує суспільний резонанс. Харитонов просить Арсеньєва закрити справу за солідну суму. Полковника Стогова затримує USB в момент отримання хабара від Харитонова. Тетяна Бєлова відвідує Пашу і подає Максимову рапорт на звільнення з органів. У співкамерника Паші крадуть всі гроші, він підозрює в цьому Семенова, якого заки б'ють під час чергової прогулянки. |
| 2 (144)  | Весела робота                       | Начальник оперної частини СІЗО Хохряков погрожує родині Паші, якщо той не підкориться його законам. Семенов дізнається, що Арсеньєв замовив Хохрякову вбивство Стогова, який також перебуває в СІЗО. Він передає інформацію про це Зав'яловій, і Стогова забирають співробітники ФСБ. Хохряков в помсту переводить Пашу в камеру до заків. Вони починають жорстоко бити Пашу, але пахан заступається за Семенова, передає привіт від Томи і обіцяє, що його більше ніхто не торкнеться. Бєлова шукає роботу, але всюди отримує відмову. Михайлов звільняється з поліції, але його терміново викликають: вбитий поліцейський, а вбивці-наркомани Лис і Хмурий зникли. Їх знешкоджує підполковник Окунько, якого Маркін переводить зі спального району на Невський начальником МВС Центрального району.                                                           |
| 3 (145)  | Закон бумеранга                     | Полковник Окунько повертає Андрія Михайлова назад в поліцію. Він займає місце Семенова. Співкамерники Семенова в Хрестах готуються до втечі. Таня безуспішно намагається влаштуватися на роботу. За орієнтуванням вона знаходить небезпечного злочинця, якого вистежує і затримує. Лаврентьєв, який «прикриває» притони на Невському, загрожує великими неприємностями Окунько з Михайловим, які намагаються закрити один з них. Зеки беруть в заручники співробітників медсанчастини і Лаврентьєва. Семенов їх роззброює і вбиває. Лаврентьєва заарештовують. |
| 4 (146)  | Привіт з минулого                   | Михайлов знаходить труп людини. Почерк вбивства такий же, як у маніяка на прізвисько Іклок, якого Семенов заарештував у 2014 році. Михайлов просить Інгу Крилову, щоб Семенова привезли на місце злочину. Там Паша знаходить характерні для Ікла підказки, і незабаром з'ясовується, що наступною жертвою повинен стати він сам. Бєлова продовжує шукати злочинців за винагороду. На зазначеному в черговому підказці місці Семенова і Михайлова зі слідчою групою чекає син Ікла, який хоче помститися за батька. |
| 5 (147)  | Нікому не вір                       | Співкамерник Семенова, колишній дільничний Мишаков скаржиться Паші, що бандити побили його батька і вкрали гроші, які той збирався передати слідчому за звільнення сина з в'язниці. Семенов пропонує пахану Назару угоду: той допоможе знайти бандитів, а Паша допоможе його знайомому Тоскану втекти. Арсеньєв мріє знову зайняти посаду начальника главка, але заступник міністра Кондратьєв відмовляється йому допомагати. Депутат Харитонов виводить з-під носа Арсеньєва вигідну угоду. Арсеньєв оголошує війну обом. Тоскан не зміг втекти, і Назар тепер — головна загроза для |
| 6 (148)  | Брехня на порятунок                 | Семенов посперечався з начальником оперчастини Сазоновим, що може втекти в будь-який момент. І це йому вдається. Сазонов повертає Пашу в камеру. Полковник Стрільцов хоче, минаючи Маркіна, провести фінансову махінацію, йому допомагають Зінов'єв і Сомов. USB обчислює перевертнів. Маркін переводить Стрільцова з главка в спальний район, на місце Окунько. Туди ж відправлені служити і Сомов з Зінов'євим. Назар посилає Семенову отруєну їжу з ресторану, її пробує в'язень Платонов і помирає. Бандити Назара нападають на Бєлову на вулиці. Семенов просить допомоги у Михайлова. |
| 7 (149)  | Втеча                               | На черговому засіданні суду у справі Семенова свідки обвинувачення дають свідчення на користь прокурора. Зав'ялова не знає, як тепер будувати лінію захисту. У цей час кримінальний авторитет Понч, який любить влаштовувати полювання на людей, наказує своїм бійцям доставити до нього з СІЗО зека Реліза. Разом з ним бандити випадково викрадають і Семенова. Після прибуття на місце Понч з бійцями влаштовує в лісі полювання на Реліза, його вбивають. Понч пропонує Семенову зайняти місце Релізу. |
| 8 (150)  | Зміна влади                         | У Петербург приїжджає кримінальний авторитет з провінції на прізвисько Лісник, вони з Окунько знайомі з дитинства. Михайлов намагається з'ясувати, чому Лісник приїхав і дізнається, що той хоче стати спостерігачем Центрального району замість Томи. Семенов бере участь у полюванні Понча, обходить всіх його бійців і залишається живим. Понч пропонує йому вкрасти велику суму грошей з місцевого відділу поліції. Семенов таємно повідомляє про це Єжову... Лісник стає спостерігачем. Окунько обіцяє, що буде уважно стежити за ним. Семенова повертають до СІЗО. |
| 9 (151)  | Честь мундира                       | На черговому засіданні суду над Семеновим Зав'ялова проносить в зал засідань пістолет, ідентичний тому, яким вбитий Пашею Єфімов погрожував відвідувачам кафе. У цьому їй допомагає Бєлова. Зав'ялова стріляє в залі суду. Ніхто з поліцейських не зміг відрізнити цей пістолет від справжнього... Маркін виступає на прес-конференції на захист Семенова. Генерал Кондратьєв розлючений, але честь мундира для Маркіна важливіша. Тучков влаштовує переведення колишнього генерала Сиркова в камеру Семенова і просить придивитися до нього. Сирков помирає від серцевого нападу на очах Семенова. |
| 10 (152) | Звідти не повертаються              | У розшук оголошений особливо небезпечний злочинець Олексій Дворцов, син депутата Дворцова, колись хлопчик-майор, а тепер — солдат-строчник, який втік, який напав на наряд ДПС. Окунько просить Лісника теж підключитися до пошуку Палацова. Спроба Михайлова затримати його під час зустрічі з матір'ю виявляється невдалою. Суд присяжних визнає Семенова невинним. Паша збирається провести перші дні на волі з Танею та сином у заміському пансіонаті, але поїздку доводиться відкласти — батько Дворцова просить Маркіна підключити до пошуків його сина Семенова. |
| 11 (153) | Вигідний курс                       | Справа майора Семенова про застосування зброї отримує широкий суспільний резонанс. На його боці виявляється і міністр МВС. Після апеляції суд залишає в силі виправдувальний вирок. Михайлов просить Семенова допомогти з новою справою: про пограбування компанії, що займається продажем біткоїнів. Маркін заявляє Стрільцову, що в його районі найгірші показники розкриття. Якщо ситуація не зміниться, Стрільців звільнять... У воді знайшли тіло колишнього водія Олексія Фоміна, якого вважали зниклим безвісти. Шубін отримує замовлення на вбивство Арсеньєва. |
| 12 (154) | Каїн і Авель                        | Максимов знову пропонує Семенову співпрацю в пошуках Архітектора, але Паша навідріз відмовляється і приступає до служби. Він з'ясовує, що до вбивства та пограбування подружньої пари причетні співробітники СБМ-Банку, в службі безпеки якого працює Шубін, Паша просить його допомогти. |
| 13 (155) | Ящик Пандори                        | Віра, дружина Любимова, хоче усиновити Женю, але Любимов проти. Віра діє всупереч чоловікові і подає директору дитячого будинку заяву на усиновлення дівчинки. Семенов випадково дізнається про те, що поки він сидів у СІЗО, Бєлова заробляла на життя пошуками злочинців за винагороду. Він обурений, між ними відбувається перша сімейна сварка. На лікаря «Швидкої» Калініну, колишню дівчину Михайлова, було скоєно замах, замість неї був убитий інший лікар. Михайлов починає розслідування. Слідчий СК Харитонова прибуває з Москви, щоб взяти у Сиркова свідчення на Арсеньєва. Але Сирков повідомляє, що це не Арсеньєв, а Маркін — перевертень. Саме він дав Сиркову хабар, щоб отримати місце начальника главка. Тучков і Харитонова дивляться відео, на якому відбувається передача хабара, і розуміють, що незабаром настане грандіозний скандал. |
| 14 (156) | Гроші назад не повертаються         | Семенов розслідує викрадення вантажівки з дорогою електронікою. Єжов просить допомогти повернути товар, адже гроші на нього комерсанти позичили у Фоми. Ті, у свою чергу, звертаються за допомогою до Лісника, який став замість Томи, хто дивиться на Центральний район. Шубін за наказом Архітектора вдруге намагається вбити Арсеньєва, але через собаку Арсеньєва вбивство не вдається. Харитонов вимагає від Архітектора повернути гроші. Той замовляє Шубіну самого Харитонова. |
| 15 (157) | Мутна тема                          | Семенов шукає дорогу іномарку, яку викрали разом з порося. На автосервісі в спальному районі він зустрічає Зінов'єва і Сомова, які самі шукають її за винагороду і вимагають, щоб Паша їм не заважав. Зінов'єв стріляє в Семенова, вони б'ються, Паша відбирає у опер пістолети і передає Стрільцову. Для Зінов'єва Семенов тепер особистий ворог. У цей час біля пункту обміну грошей вбивають комерсанта Зяблова, який з партнером приїхав обміняти велику суму на валюту. Гроші у них вкрали. Агент Семенова називає цей злочин мутною темою: злодії не вбивають. Семенов починає підозрювати в організації злочину комерсанта Кольцова. |
| 16 (158) | Один з нас                          | Кундрякова важко ранить невідомий вбивця, біля місця злочину він залишає букву А. Максимов впевнений, що це Архітектор і його метою був Семенов, адже Кундряков в момент нападу сидів у машині Паші за кермом. Максимов попереджає Семенова, щоб він не плутався під ногами співробітників USB, але Семенов і Михайлов самі знаходять кілера Слєпцова і затримують його... Кудрень розслідує пограбування покупця дорогого іномарки за готівку, але йому ніяк не вдається обчислити злочинця. Незабаром відбувається вбивство охоронця готелю, де жив покупець. Кудреню допомагає Семенов. |
| 17 (159) | Ніхто не безгрішний                 | Лісник з'ясовує, що його машину з охоронцем підірвав авторитет на прізвисько Черкас, знаходить його і вбиває. Кримінальні авторитети вирішують позбутися Лісника. Дізнавшись про це, Окунько за старою дружбою попереджає Лісника, що йому загрожує небезпека... На Калініну і фельдшера під час виклику було скоєно напад. Двоє злочинців, хлопець і дівчина, б'ють Калініну і крадуть наркотичні препарати. Кудрень в ході розслідування знайомиться з сусідкою підозрюваних, симпатичною дівчиною Гелей і закохується в неї... Лісник на похоронах Черкаса підриває всіх авторитетів, які прийшли на кладовище. Тільки Уфі вдається вижити. Він просить Єжова передати Томі, що потрібна його допомога... На Михайлова порушено кримінальну справу, всі докази вказують на те, що він вбив колишнього водія Томи.                                            |
| 18 (160) | Відставка                           | Шубін за вказівкою Архітектора вбиває в області кримінального авторитету. Але все йде не за планом, і Шубін змушений вбити всіх, хто з цим авторитетом був у той момент. Архітектор незадоволений. Максимов вважає, що в Пітері з'явився новий кілер Архітектора. Віра з Любимовим привозять дівчинку Женю з дитячого будинку до себе на дачу, де та краде коштовності у Віри. Тучков показує Маркіну відеозапис, де той отримує хабар від Сиркова. Маркін заперечує свою провину, але начальник УСБ вимагає, щоб він пішов у відставку, або його посадять... Тома переписує всі свої активи на Кондратьєва, який закриває кримінальну справу проти Томи. Той повертається до Петербурга. |
| 19 (161) | «Життя після смерті», частина перша | Семенов зустрічається з Томою і той розповідає йому, що з ним сталося з того моменту, коли він нібито помер у нього на руках... Уфа ховається від Лісника, після кількох спроб замаху на нього. Окунько приходить до Лісника і затримує його, щоб зупинити цю війну. |
| 20 (162) | «Життя після смерті», частина друга | Окунько і Михайлов домовляються вигадати неправдиве звинувачення проти Лісника, але в суді Зав'ялова виграє справу, і Лісника відпускають на свободу. Семенов розлючений. Тома закінчує розповідати Паші свою історію. |
| 21 (163) | Свіжа кров                          | На Виборзькому шосе на посту ГИБДД вбивають сімох людей і викрадають два мінівени. Один з патрульних дивом виживає. Сивий повідомляє Томі, що в машинах був його вантаж, і вимагає його знайти. Тома пропонує Паші угоду: той знаходить мінівени, а Тома допоможе Михайлову уникнути кримінального покарання за вбивство колишнього водія Томи. |
| 22 (164) | Стань собою                         | Директор кредитної фірми Шликов, який дав велику суму колишній дружині Михайлова, вимагає з нього борг і погрожує розправитися з його дітьми. Михайлов не знає, що робити. Семенов радить другу діяти рішуче. Любимов шукає прикраси, викрадені у Віри. У скупці на нього нападають бандити, б'ють і відбирають зброю. Маркін просить Потапова допомогти колишньому начальнику главка, але той відмовляється. Тоді Маркін забирає свій рапорт про звільнення... Тома пропонує Любимову балотуватися в депутати, щоб скласти конкуренцію Арсеньєву, і обіцяє будь-яку фінансову підтримку. |
| 23 (165) | Розшук                              | Окунько і Михайлов повідомляють Семенову, що в місті оголошено операцію «Розшук». Паша в цей час розслідує підрив автомобіля зі зброєю всередині і водієм Булатом Ібрагімовим, в якому знайдені відбитки пальців торговця зброєю Анатолія Гривасова. Семенов вирішує зловити його на гарячому, але Михайлов наполягає на тому, що в пріоритеті операція «Розшук»... Тома зустрічається з наркоторговцем Шуваловим і пропонує співпрацю. |
| 24 (166) | Залишиться тільки один              | Тома після нападу Лісника розшукують усі. Семенов розслідує дуель на японських мечах, в результаті якої невідомий відрубує голову бізнесмену Шалевичу. Любимов з Вірою і Женею дають інтерв'ю телебаченню, в якому Любимов розповідає, чому вирішив балотуватися в депутати. Арсеньєв бачить репортаж і вирішує дізнатися, хто його фінансує. |
| 25 (167) | Жорстокий бізнес                    | Лісник набирає бійців, витягує Понча з СІЗО, щоб воювати з Томою. Той, у свою чергу, привозить Горинича, фахівця з вибухів. Окунько вимагає від Семенова, щоб той зупинив Тома. В цей час Семенов розслідує вбивство пенсіонерки, вбитої молотком у своїй квартирі. Той самий почерк вбивства в спальному районі у Сомова і на Петроградці. Семенов вважає, що це серія. І оскільки рідні убитих — багаті люди, яких тут же похоронний агент розкручує на дорогі похорони, в цьому явно замішаний похоронний бізнес. |
| 26 (168) | Попередній підсумок                 | Війна між Фомою та Лісником триває. Опера Кундряков і Кудрень розслідують зникнення віп-таксіста Рябуніна і його дуже дорогого автомобіля. Знаходять зниклу машину на інтернет-барахолці, де машина продається за півціни... Семенов пропонує Томі стати приманкою. Паша вкаже Пончу, де в конкретний момент знаходиться Тома, а сам вистежить в кіллера і вб'є його. Тома погоджується. Бєлова отримує замовлення від бізнесмена Зоріна — знайти невловимого Архітектора. |
| 27 (169) | Вкидання інформації                 | Бєлова виходить на колишнього інструктора Архітекторів Бурова. Семенов з операми шукають кілерів, одягнених у костюми Діда Мороза та Снігуроньки, які вбили бізнесмена Шимакова. Маркін заарештований за підозрою в отриманні великого хабара від Сиркова. Зав'ялова і Крилова впевнені в його невинності. Крилова змушена звільнитися з СК. Михайлов просить генерала розповісти все, як було насправді... Бєлова їде на зустріч до Бурова, де отримує поранення від травмата. У лікарні Семенов зустрічає Максимова, від якого дізнається, що його дружина шукає Архітектора. |
| 28 (170) | На лінії вогню                      | Бєлова розповідає Паші, що кілька років тому під час затримання грабіжників випадково вбила свого чоловіка. Вона з'ясовує, що одним з Архітекторів міг бути сам Семенов. Паша забороняє дружині продовжувати займатися цією справою. У цей час Сомов, здійснивши невдалий замах на Тома на замовлення Арсеньєва, перебуває під слідством. Самойлов вирішує його затримати, але Сомов тікає, вбивши по дорозі оперу USB. Тома пропонує прокурору Лаврентьєву працювати на нього. Але того міцно тримає на гачку давнім відеокомпроматом Арсеньєв. Тоді Тома зливає компромат в мережу. Лаврентьєв змушений залишити посаду прокурора міста і переходить до Тома. Арсеньєв розлючений. |
| 29 (171) | Ситуація 250                        | Під час чергової зустрічі Зоріна з Бєловою Архітектор вбиває Зоріна і попереджає Бєлову по телефону, що вона стане наступною, якщо не припинить пошуки. Семенов їде до Бурова, щоб все у нього з'ясувати. Буров розповідає Паші, що головний Архітектор — людина з Москви на прізвисько Зомбі. Паша вимагає зустрічі з ним. Буров дзвонить Архітектору і повідомляє, що у нього «ситуація 250». Отримавши наказ вбити Семенова, Буров стріляє сам. Любимових шантажує батько Жені, вимагаючи грошей. Архітектор замість себе посилає Шубіна на зустріч із Семеновим. |
| 30 (172) | Тринадцятий стрілець                | Шубін важко поранений, він не виконав наказ і просить Архітектора залишити йому життя в обмін на життя Семенова. Сомов, який перебуває в бігах, під впливом алкоголю і наркотиків проникає в главку і вбиває Стрельцова і Зінов'єва. Після чого розстрілює ще кількох співробітників, частину бере в заручники і вимагає до себе Арсеньєва. Шубін призначає зустріч Семенову і каже, що хоче здатися. На місце зустрічі Тучков заздалегідь привозить дванадцять снайперів. Але Семенов налічує тринадцять стрільців. Шубін намагається вбити Семенова, але під час перестрілки випадає з вікна. Паша його рятує і вимагає назвати ім'я головного Архітектора. У цей момент снайпер вбиває Шубіна. Тучков запевняє, що стріляли не його бійці. Значить, є ще один Архітектор...                                                                                  |

## Нагороди
5 жовтня 2018 року у Санкт-Петербурзі голова Слідчого комітету Російської Федерації Олександр Бастрикін у Санкт-Петербурзькій академії Слідчого комітету Російської Федерації провів зустріч із творчим колективом серіалу «Невський», нагородивши творців проекту медалями «За сприяння».

## Рейтинг
Серіал отримав переважно позитивні відгуки як від російських кінокритиків, так і від глядачів.
Станом на 2020 рік рейтинг серіалу «Невський» (2016) на сайті «КиноПоиск» склав 7,580 балів із 10, серіалу «Невський. Перевірка на міцність» (2017) — 7,548 балів з 10, серіалу «Невський. Чужий серед чужих» (2019) — 7.842 балів із 10, серіалу «Невський. Тінь архітектора» (2020) — 7.476 балів з 10.
аПерший сезон детективу вийшов в ефір НТВ навесні 2016 року та продемонстрував відмінні показники. Так, середня частка показу в аудиторії «всі 18+» становила 13,8 % (рейтинг 5,0 %), а максимальна частка досягла показника 17,0 %. У 2017 році середня частка проекту в аудиторії «всі 18+» склала 15,5 %, завершальну серію якого переглянув кожен четвертий глядач у Росії (частка 25,9 %). Третій сезон «Невський. Чужий серед чужих» пройшов в ефірі в лютому 2019 року із середньою часткою 14,6 % (рейтинг 4,9 %), а максимальна частка склала 18,6 % в аудиторії віком від 18 років. Весною 2020 року НТВ показав четвертий сезон «Невський. Тінь Архітектора». Середня частка показу в аудиторії «всі 18+» становила 12,5 % (рейтинг 4,0 %), а максимальна частка досягла показника 15,4 % (Росія, 100+).
На сайті MyShows.me серіал отримав оцінку 4,21 балів з 5.
На сайті «IMDb» серіал отримав оцінку 7,2 балів із 10.
Критика
Деякi критики бояться, що серiал може спричинити ненависть до правоохоронних органiв. У вiсiм серiй ( Сезон полювання) Полювання на Архiтектора ( 5 сезон) росiйсъкий прапор на дверi полiцейсъкоi машини був червоно- синъо- бiлий, а не бiло- синъо- червоний. Цю помилку можна було побачити на Даiлiмотiон каналi, але цей канал був вилучений через те, що вiдбуваЭтъся в Украiнi зараз.